# Charles Darwin
Charles Robert Darwin (Shrewsbury, 12 februari 1809 – Downe, 19 april 1882) was een Engelse autodidact op het gebied van natuurlijke historie, biologie en geologie. Darwin ontleent zijn roem aan zijn theorie dat evolutie van soorten wordt gedreven door natuurlijke selectie. Het bestaan van evolutie werd omstreeks 1850 al door een groot deel van de wetenschappelijke gemeenschap geaccepteerd. De acceptatie van natuurlijke selectie als aandrijvend mechanisme liet langer op zich wachten, maar geldt tegenwoordig in de wetenschap als onomstreden.
Darwin werd gelovig opgevoed en opgeleid volgens de opvattingen van de toen in Engeland gangbare natuurlijke theologie, die religie en wetenschap trachtte te verenigen. Ten gevolge van de waarnemingen en ontdekkingen die hij in de loop van zijn leven deed, ging hij echter steeds meer twijfelen zowel aan deze gangbare ideeën over soortvorming als aan zijn persoonlijke geloof.
Tijdens een onderzoeksreis met het schip de Beagle (1831–1836) bezocht Darwin Zuid-Amerika, Australië, het zuiden van Afrika en diverse eilandengroepen in de Grote en Indische Oceaan. Op al deze plekken bestudeerde hij de plaatselijke dieren, planten, fossielen en geologie. Een groot deel van zijn verdere leven was gewijd aan het onderzoeken en classificeren van de op zijn reis verzamelde voorwerpen en het was dankzij dit onderzoek dat hij op zijn theorie over het ontstaan van soorten kwam.
Darwins werk betekende een paradigmaverschuiving en een wetenschappelijke revolutie, die een grote invloed had op maatschappij, filosofie en religie. De acceptatie van de evolutie van soorten had als gevolg dat de mens als een diersoort, een onderdeel van de natuur, in plaats van als een boven de natuur staande levensvorm moest worden beschouwd. Darwins evolutietheorie ligt tegenwoordig, samen met de erfelijkheidsleer van Mendel, ten grondslag aan alle levenswetenschappen.

## Levensloop

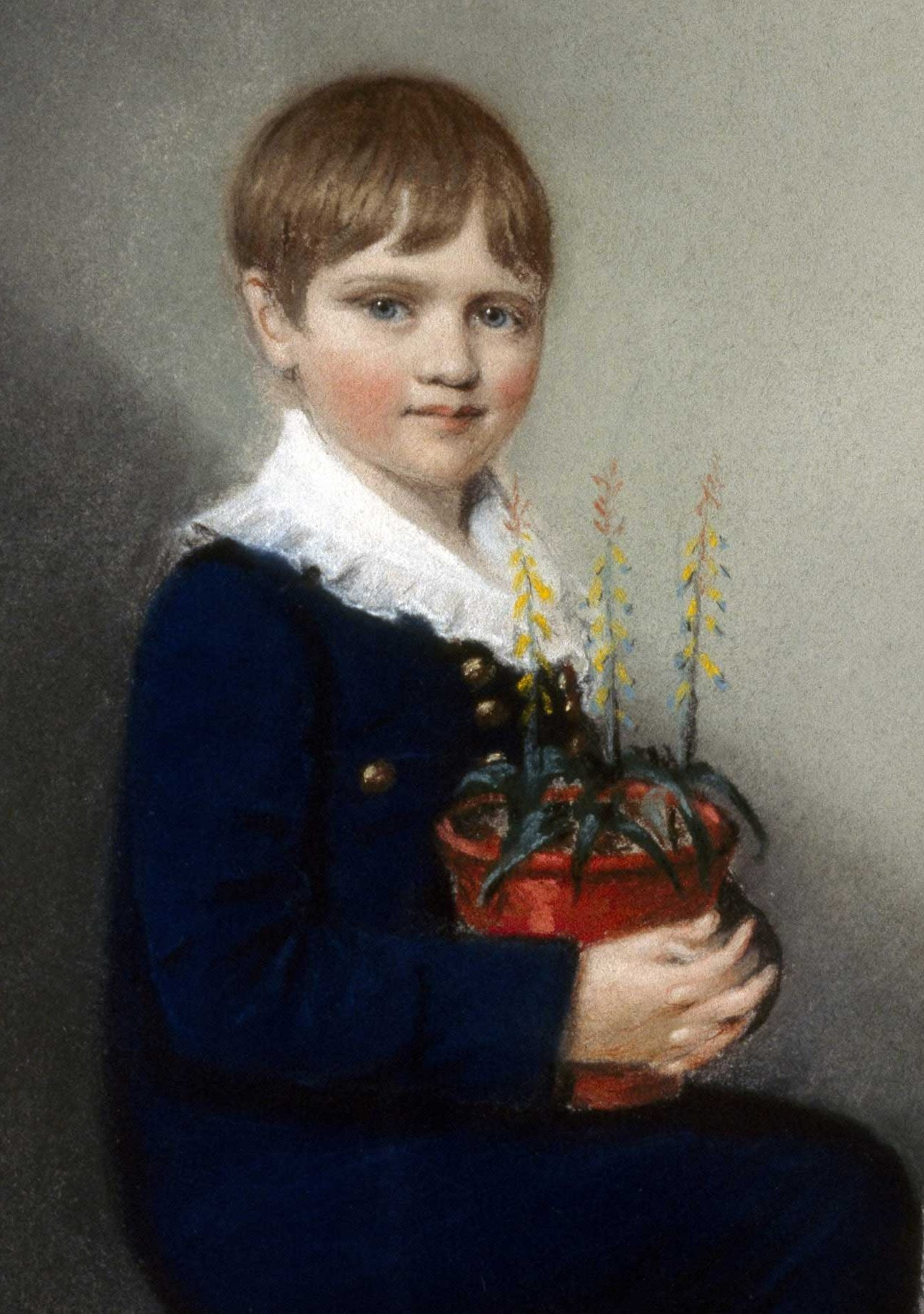
Charles Darwin in 1816, op zevenjarige leeftijd

### Jeugd en opleiding
Darwin werd geboren als vijfde kind en de jongste van twee zonen van de rijke arts Robert Waring Darwin (1766–1848) en diens vrouw Susannah Wedgwood (1765–1817). Zijn grootvader aan vaderszijde was de arts, dichter en filosoof Erasmus Darwin (1731–1802); zijn grootvader aan moederszijde was de industrieel Josiah Wedgwood (1730–1795). Hoewel zijn beide ouders gelovig waren, was vader Robert Darwin een vrijdenker, die zijn kinderen meer vanwege conventies dan vanwege overtuiging liet dopen. Zijn vrouw nam de kinderen mee naar de mis in de Unitaristische kerk. Vanaf 1817 bezocht Charles de dorpsschool die door de priester van deze kerk geleid werd. Hetzelfde jaar, toen Charles acht jaar oud was, stierf zijn moeder. Vanaf september 1818 werd hij naar de Anglicaanse kostschool Shrewsbury School gestuurd, waar hij kost en onderdak vond. Hij toonde al jong een grote belangstelling voor de natuur. Hij verzamelde "alle mogelijke dingen, schelpen, zegels, munten en mineralen". Vooral vogels en insecten hadden zijn belangstelling. Geboeid las hij het verslag over de reis van de Duitser Alexander von Humboldt in Zuid-Amerika en “De Natuurlijke Historie van Selborne” door dominee Gilbert White.
Charles bracht de zomer van 1825 door als assistent van zijn vader. Vader Darwin was een grote, zwaarlijvige man, die een bloeiende medische praktijk had en hoopte dat zijn zoon hem zou opvolgen. Die herfst begon Charles een studie medicijnen aan de University of Edinburgh in Schotland. Omdat hij slecht tegen bloed kon, ontwikkelde hij een weerzin tegen de practica en verwaarloosde hij zijn studie. In zijn vrije tijd leerde hij dieren opzetten van John Edmonstone, een vrijgemaakte slaaf uit Brits-Guiana, die hem verhalen vertelde over de regenwouden van Zuid-Amerika. Later zou deze ervaring hem ertoe brengen te schrijven dat "negers" en Europeanen nauw verwant waren, ondanks uiterlijke verschillen.

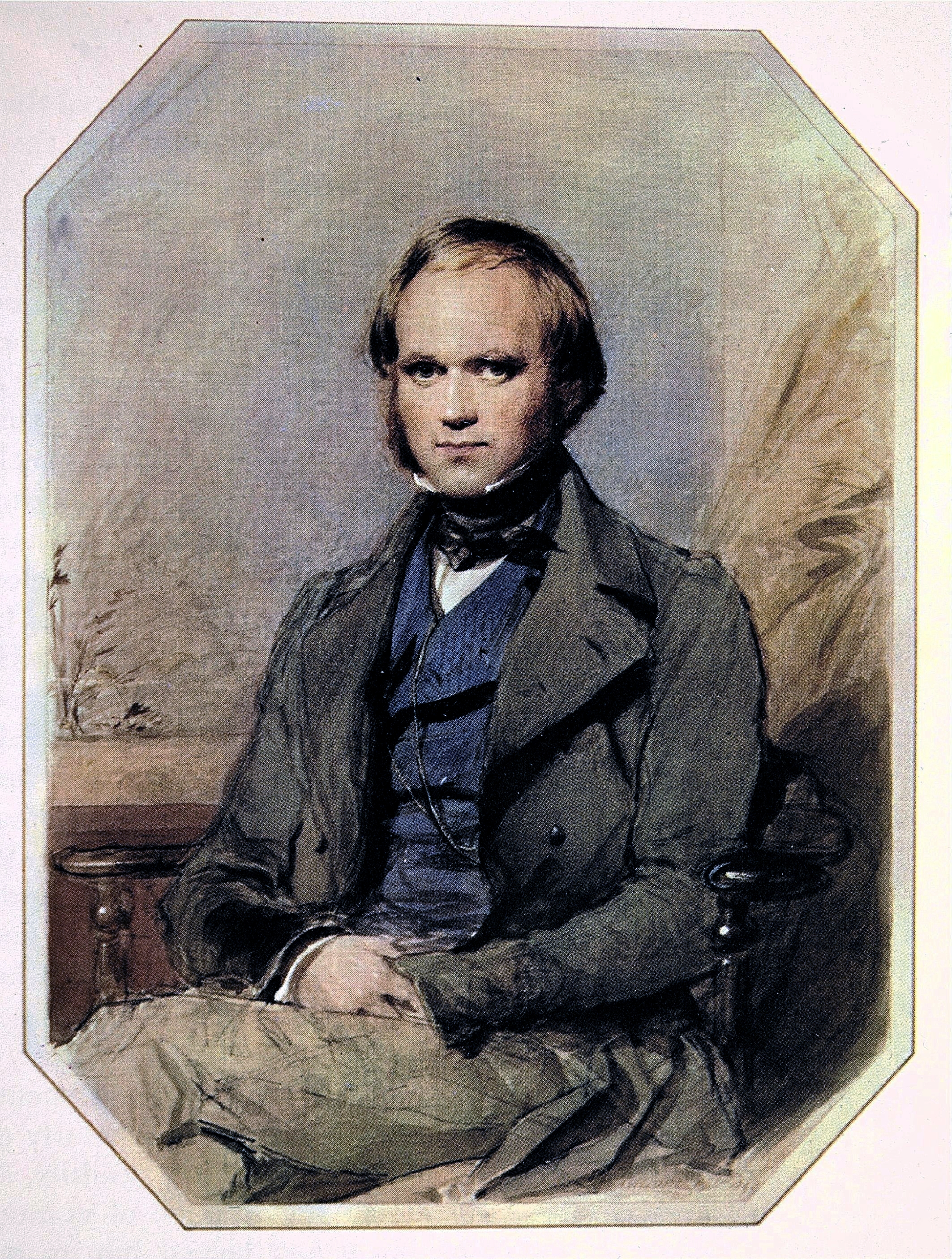
Darwin als jonge man

In zijn tweede jaar als student werd Darwin lid van de Plinian Society, een studentenvereniging voor studenten geïnteresseerd in natuurlijke historie. Hij volgde geïnteresseerd de colleges van de anatoom Robert Edmond Grant (1793–1874). Grant was een aanhanger van de hypotheses van Saint-Hilaire en Lamarck, die dachten dat tijdens het leven van organismen verkregen eigenschappen leiden tot evolutie van soorten (lamarckisme). Darwin zou in de winter van 1826–1827 meegaan op veldonderzoek langs de Firth of Forth, waar Grant en zijn studenten de levenscyclus van zeedieren bestudeerden. Tijdens dit onderzoek vond men homologieën, vergelijkbare organen in verschillende soorten, die slechts verschillen in complexiteit. Door Grant werden homologieën gezien als bewijzen voor een gemeenschappelijke voorouder en dus voor evolutie. In maart 1827 hield Darwin een presentatie voor de Plinian Society over zijn ontdekking dat de zwarte bolletjes die vaak in oesters gevonden worden de eieren van bloedzuigers zijn.
Ook volgde hij colleges in natuurlijke historie van de mineraloog Robert Jameson (1774–1854). Van Jameson leerde Darwin methoden uit de stratigrafie (de beschrijving en relatieve datering van gesteentelagen) en de taxonomie van planten kennen. Ook assisteerde hij Jameson bij zijn werk over de uitgebreide collectie van het Royal Museum, destijds een van de grootste in Europa.
Darwins vader vond echter dat hij niet veel nuttigs uitvoerde. Hij besloot dat Charles dan maar dominee moest worden en schreef hem in voor een studie theologie aan het Christ's College van de universiteit van Cambridge. In Cambridge kwam Darwin in aanraking met zijn neef William Darwin Fox (1805–1880), met wie hij de rest van zijn leven een briefwisseling zou onderhouden. Naast hun studies gingen de twee met vrienden paardrijden of schieten en hielden ze zich bezig met het verzamelen van opgezette kevers, op dat moment een rage. Fox bracht Darwin in aanraking met de hoogleraar botanie, John Stevens Henslow (1796–1861), die veel van kevers af wist. Darwin besloot voortaan Henslows colleges in natuurlijke historie te volgen en werd diens favoriete student. Darwin las in die tijd het werk van de theoloog William Paley en was gefascineerd door diens argument van een intelligente ontwerper van de natuur (een Godsbewijs). Paleys ideeën zouden gek genoeg later een rol spelen bij het ontstaan van Darwins theorie van natuurlijke selectie.
Darwin deed in januari 1831 examen. Hij muntte uit in klassieke studies, wiskunde en natuurkunde en deed het goed in theologie, zodat hij de tiende score had van de 178 geslaagden. Daarna bleef Darwin tot juni in Cambridge. Op Henslows advies liet hij zich niet direct tot priester wijden. Geïnspireerd door de boeken van Alexander von Humboldt besloot hij in plaats daarvan met een aantal medestudenten naar Tenerife te reizen om de natuur van de tropen zelf te onderzoeken, hij leerde daarom Spaans en volgde colleges van de geoloog Adam Sedgwick (1785–1873). Sedgwick was zeer te spreken over Darwin en nam hem in de zomer van 1831 als assistent mee naar Wales om daar gesteentelagen te karteren. Toen Darwin thuiskwam vond hij een brief van Henslow, die hem wees op Robert FitzRoy (1805–1865), kapitein van de HMS Beagle. FitzRoy zou vier weken later vertrekken voor een onderzoeksreis naar onder andere Zuid-Amerika, waarbij nieuwe kustkaarten vervaardigd dienden te worden, en was nog op zoek naar een natuuronderzoeker die hem op de lange reis gezelschap kon houden, maar ook zelf onderzoek zou kunnen doen onderweg. Aangezien de reis twee jaar zou duren was Darwins vader niet enthousiast over het idee, maar werd door een broer van zijn overleden vrouw overgehaald zijn zoon toestemming te geven voor de reis.

Route van De reis van de Beagle (1831–1836). De reis begon in Devonport en liep via de kusten van Zuid-Amerika, de Galapagoseilanden over de Grote Oceaan naar Australië, langs Kaapstad terug naar Engeland.

### De reis van deBeagle
De reis van de Beagle, waarbij vele havens werden aangedaan, duurde uiteindelijk bijna vijf jaar, van 1831–1836, waarvan Darwin de meeste tijd echter aan land doorbracht. Hij onderzocht de geologie en natuur van de gebieden waar de Beagle aanlegde en zond planten, opgezette dieren en fossielen terug naar Cambridge, samen met beschrijvingen van zijn ontdekkingen. Veel van de door Darwin beschreven soorten waren nieuw en zijn ontdekkingen vestigden zijn naam als natuuronderzoeker. Zijn nauwkeurige en uitgebreide beschrijvingen zouden de basis vormen voor zijn latere werk. Aan de hand van de brieven die hij aan zijn familie schreef zou hij een reisverslag schrijven dat in 1839 gepubliceerd werd onder de titel The Voyage of the Beagle. Hierin gaf hij behalve een overzicht van zijn ontdekkingen over de plaatselijke natuur ook inzichten in de sociale, politieke en volkenkundige situatie van de gebieden die hij bezocht. Hij beschreef zowel de koloniale als oorspronkelijke bewoners van deze gebieden.
Voor het vertrek uit Engeland gaf FitzRoy Darwin een exemplaar van het eerste deel van Principles of Geology, het werk van de geoloog Charles Lyell (1797–1875). In zijn boeken legt Lyell de theorie van het uniformitarianisme uit, het idee dat de vorming van de Aarde een zeer langdurig en geleidelijk proces is. Zowel FitzRoy als Darwin waren gefascineerd van Lyells werk, hoewel FitzRoy later zowel Lyells als Darwins ideeën zou afwijzen omdat hij streng gelovig werd.
De Beagle vertrok op 27 december 1831 vanaf Devonport, nabij Plymouth (Engeland). Onderweg aan boord had Darwin last van ernstige zeeziekte. Op 16 januari 1832 bereikte men Kaapverdië. Op het eiland Santiago ontdekte Darwin een gesteentelaag bestaande uit sterk verhitte koraal- en schelpfragmenten in een klif van vulkanisch gesteente. Dit kwam overeen met Lyells idee dat de beweging van het aardoppervlak geleidelijk is in plaats van snel. Vanwege zijn nieuwe inzicht in de geologie van het eiland dacht Darwin erover een boek over geologie te schrijven.

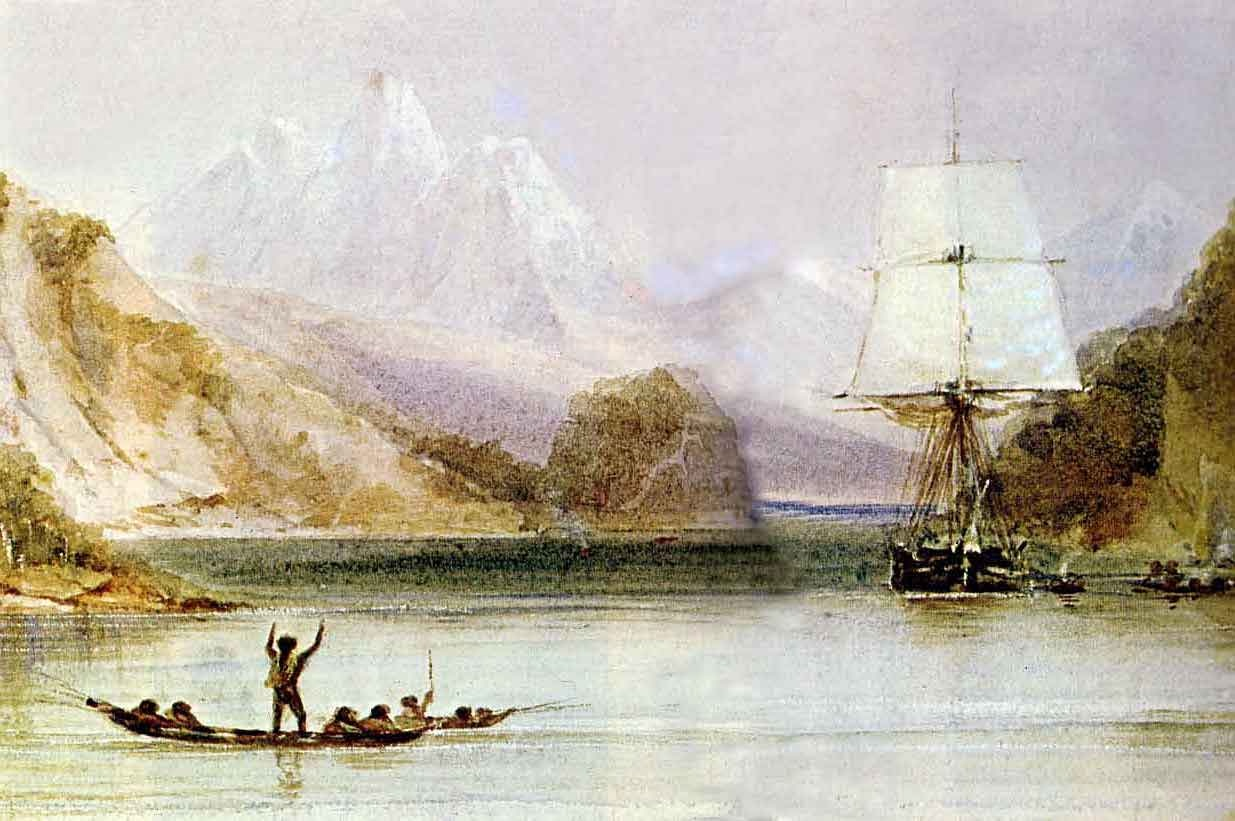
De Beagle in de wateren rondom Vuurland in 1832. Schilderij door Conrad Martens

Vanaf februari verkende Darwin Zuid-Amerika (Bahia, Rio de Janeiro, Montevideo, Buenos Aires, Bahia Blanca) en in november bereikte de Beagle Vuurland. In september 1832 trokken Darwin en zijn metgezellen landinwaarts, door de pampa's tussen Bahia Blanca en Buenos Aires. De ondergrond in het gebied bestaat uit rode klei uit het Pleistoceen en Plioceen. Darwin was verbaasd hoeveel fossielen van grote landdieren er te vinden zijn. Hij ontdekte onder andere de overblijfselen van drie uitgestorven reuzenluiaards.
In februari 1833 zeilde men naar de Falklandeilanden, om vervolgens terug naar Montevideo te reizen. Vanaf Montevideo zouden in 1833 telkens andere tochten gemaakt worden. In oktober 1833 was Darwin gedurende een aantal weken ernstig ziek. In november vertrok men definitief uit Montevideo om naar het zuiden te varen. Begin juni 1834 voer men via de Straat Magellaan naar de Grote Oceaan. Tussen januari en juli 1835 verkende de Beagle de Westkust van Zuid-Amerika (Valdivia, Concepción, Santiago, Valparaíso, Mendoza, Copiapo, Callao). Darwin trok vanaf Valparaíso de Andes in. Daarna voer men opnieuw zuidwaarts, naar onder meer het eiland Chiloé.
In de pampa's van Patagonië herkende Darwin in terrassen van grind en schelpen voormalige strandkusten, die door geleidelijke beweging van de ondergrond boven zeeniveau waren komen te liggen. Na een aardbeving te hebben meegemaakt in Chili zag Darwin mosselbedden boven de kustlijn liggen, een indicatie dat de ondergrond tijdens de beving omhoog bewogen was. Hoog in de Andes zag hij schelpen en fossiele stronken van bomen die op een zandstrand gegroeid hadden.
Op verschillende plekken in Zuid-Amerika vond Darwin fossielen van reusachtige uitgestorven soorten zoogdieren in lagen met moderne schelpen, waaruit hij concludeerde dat deze dieren kort geleden uitgestorven waren. Hij vond geen aanwijzingen dat ze uitgestorven waren door klimaatsverandering of een grote ramp. Darwin herkende dat sommige fossielen afkomstig waren van de uitgestorven reuzenluiaard Megatherium, andere deden hem aan gordeldieren denken. Hij nam echter aan dat deze uitgestorven dieren verwant waren aan uitgestorven Europese soorten. Toen hij terug was in Engeland liet de anatoom Richard Owen (1804–1892) hem zien dat ze veel nauwer verwant zijn aan levende Zuid-Amerikaanse soorten. Voor Darwin was dit bewijs dat de evolutie op verschillende continenten onafhankelijk van elkaar verloopt. De reuzenluiaard Mylodon trok Darwins bijzondere aandacht, en werd door Owen naar hem vernoemd met de naam Mylodon darwinii. Darwin leidde af dat het dier een lange, uitschuifbare tong moest hebben gehad, vergelijkbaar met die van giraffen. Na een zorgvuldige analyse van het gebit concludeerde Owen dat M. darwinii een herbivoor was.

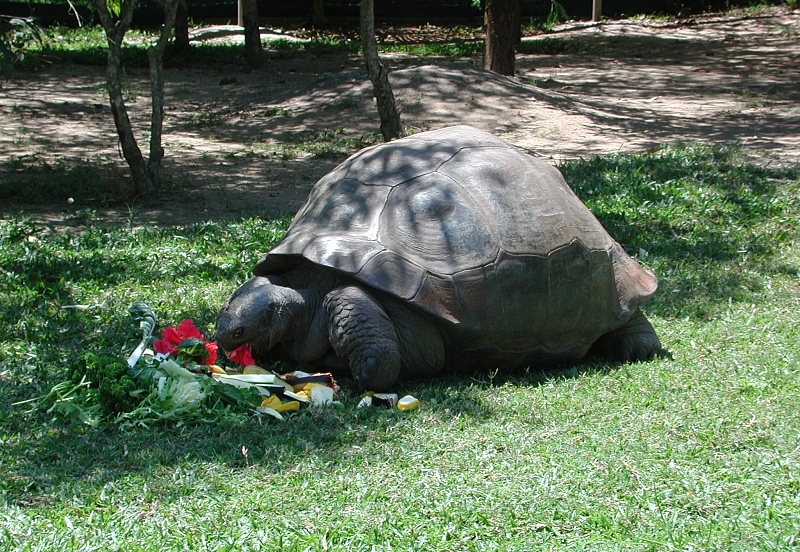
De galapagosreuzenschildpad Harriet in Australia Zoo in 2002. De schildpad werd meer dan 170 jaar oud en is waarschijnlijk een van de schildpadden die door de Beagle-expeditie werden meegenomen. De verspreiding van reuzenschildpadden over de Galapagoseilanden werd door Darwin als bewijs voor natuurlijke selectie gebruikt

Op Vuurland werden drie inheemsen, die de bemanning van de Beagle op een eerdere reis had meegenomen als gijzelaars, als missionarissen achtergelaten. In de twee jaar die ze in Engeland hadden doorgebracht waren ze heropgevoed en daarbij "beschaafd" geworden. Hun familie op Vuurland kwam op Darwin echter over als "erbarmelijke wilden". De laatste keer dat de Beagle Vuurland bezocht hadden de drie heropgevoede inheemsen hun oude levensstijl weer opgevat, van de missie was niets terechtgekomen. Ze vertelden Darwin dat ze hun oude leven prefereerden en niet terug wilden naar de beschaving of Engeland. Darwin dacht vanwege deze ervaring dat mensen niet zo veel van dieren verschillen als de meeste geleerden in die tijd dachten. Hij geloofde dat verschillen in beschaving veroorzaakt worden door cultuur, niet door verschillen tussen rassen. Slavernij, die op veel plaatsen in Zuid-Amerika in die tijd nog voorkwam, keurde Darwin sterk af; hij betreurde later ook de manier waarop kolonisten in Nieuw-Zeeland en Australië de oorspronkelijke bevolking behandelden.
In september 1835 reisde de Beagle naar de Galapagoseilanden. Darwin verzamelde op deze eilanden vogels en merkte dat de spotlijsters op elk eiland verschillend zijn. Hij hoorde van lokale vissers dat ze aan landschildpadden konden herkennen van welk eiland ze afkomstig waren, maar hij dacht destijds nog dat deze dieren door zeerovers op de Galapagoseilanden geïntroduceerd waren. Darwin nam een nog jonge galapagosreuzenschildpad (Geochelone elephantopus) van de Galapagoseilanden mee. Nadat hij de schildpad in Engeland had bestudeerd, werd deze door een vriend meegenomen naar Australië, waar ze in verschillende dierentuinen heeft geleefd. Volgens genetisch onderzoek is de schildpad in 1830 geboren. De schildpad is overleden op 22 juni 2006 en wordt verondersteld het oudste dier op Aarde geweest te zijn. Het dier had de naam Harriet.

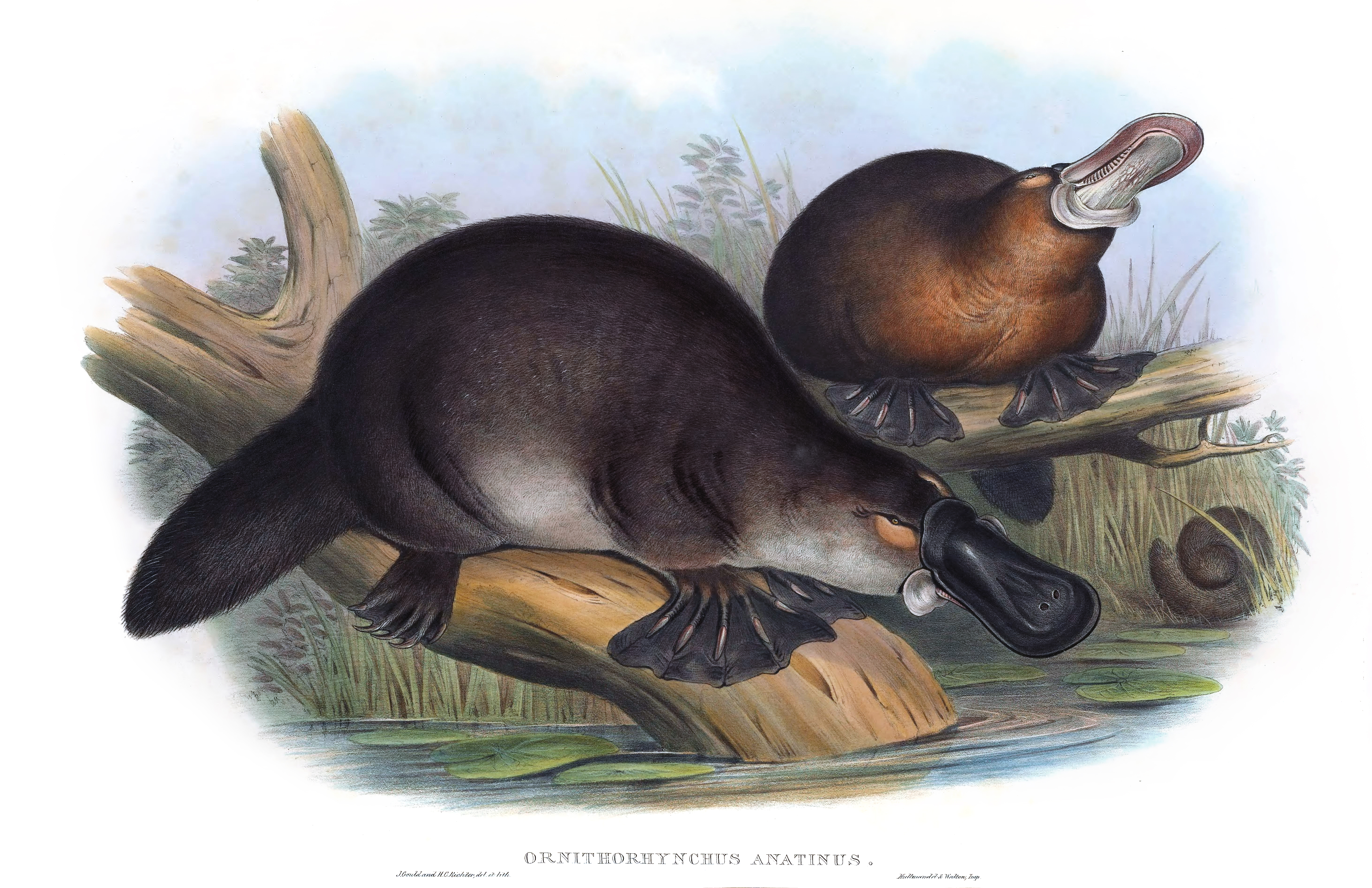
Het vogelbekdier was een van de voor Darwin vreemde soorten die hij in Australië beschreef

Darwin ontving per post het tweede deel van Lyells Principles of Geology. Lyell sloot in dit boek grootschalige evolutie uit en beschreef in plaats daarvan zijn idee van bepaalde stamvormen waaruit verwante soorten konden ontstaan. Darwins eigen ideeën over evolutie gingen echter, aan de hand van zijn waarnemingen, inmiddels veel verder.
De Beagle voer verder langs Tahiti (november 1835), Nieuw-Zeeland (december), Australië (januari–april 1836), de Cocoseilanden, Mauritius (april) en Kaapstad (mei). Darwin vond de dieren die hij in Australië zag, zoals kangoeroeratten of vogelbekdieren, zo weinig lijken op voor hem bekende soorten, dat hij opmerkte dat er misschien twee verschillende scheppers aan het werk waren geweest. Darwin had eerder bedacht dat atollen gevormd worden door het wegzinken van oude vulkanen en vond bewijzen voor deze hypothese toen de Beagle de Cocoseilanden bezocht. In Kaapstad ontmoetten de opvarenden van de Beagle de astronoom John Herschel (1792–1871), die in die tijd met Lyell correspondeerde over de oorsprong van soorten. Darwins vermoedens over de spotlijsters en schildpadden op de Galapagoseilanden en de verschillen tussen falklandwolven op verschillende Falklandeilanden begonnen steeds vastere vormen aan te nemen. Op de terugreis naar Engeland schreef hij dat zijn waarnemingen in tegenspraak waren met onveranderlijkheid van soorten in de natuur.
De terugreis ging vanaf Kaapstad naar Sint-Helena (juli), van daar richting Bahia in Zuid-Amerika waar men op 1 augustus 1836 aankwam. Men verkende die maand Pernambuco, om dan definitief terug richting Engeland te zeilen. Op 2 oktober 1836 arriveerde men in Engeland na een reis van vier jaar, tien maanden en vijf dagen.

### Eerste ideeën over evolutie
Tijdens Darwins reis zorgde Henslow ervoor dat de reputatie van zijn leerling steeg door een kleine groep geleerden inzage in de studie-objecten en brieven die Darwin terugzond te geven. Toen Darwin terugkwam in Engeland, was hij binnen de wetenschappelijke gemeenschap een bekendheid geworden. Na een bezoek aan zijn familie in Shrewsbury begaf hij zich naar Cambridge om Henslow te zien, die hem adviseerde welke geleerden te benaderen om de verzamelde objecten van de reis met de Beagle te beschrijven en catalogiseren. Darwins verzamelingen waren zo groot, dat het gevaar bestond dat sommige objecten zijn leven lang in de opslag zouden blijven liggen zonder bestudeerd te worden. Henslow nam zelf de planten voor zijn rekening. Tegelijkertijd vond Darwins vader financiers, zodat hij zich om zijn inkomen geen zorgen hoefde te maken en zijn tijd aan zijn onderzoek kon wijden.
Op 29 oktober ontmoette Darwin zijn vroegere leraar Charles Lyell weer, die hem in aanraking bracht met Richard Owen. Owen was op dat moment een rijzende autoriteit in de paleontologie, en zou de taak op zich nemen Darwins fossielen te bestuderen. Owen deed een aantal verrassende ontdekkingen, zo was er een bijna compleet skelet van de tot dan toe onbekende reuzenluiaard Scelidotherium, een schedel van een enorm zoogdier, Toxodon, en pantserfragmenten van het enorme gordeldier (zoals Darwin zelf al dacht) Glyptodon. Al deze uitgestorven dieren bleken nauw verwant met nog levende soorten van Zuid-Amerika, maar geen verwanten van soorten op andere continenten, zoals Darwin tijdens zijn reis nog had gedacht. Deze ontdekking zette Darwin aan het denken.

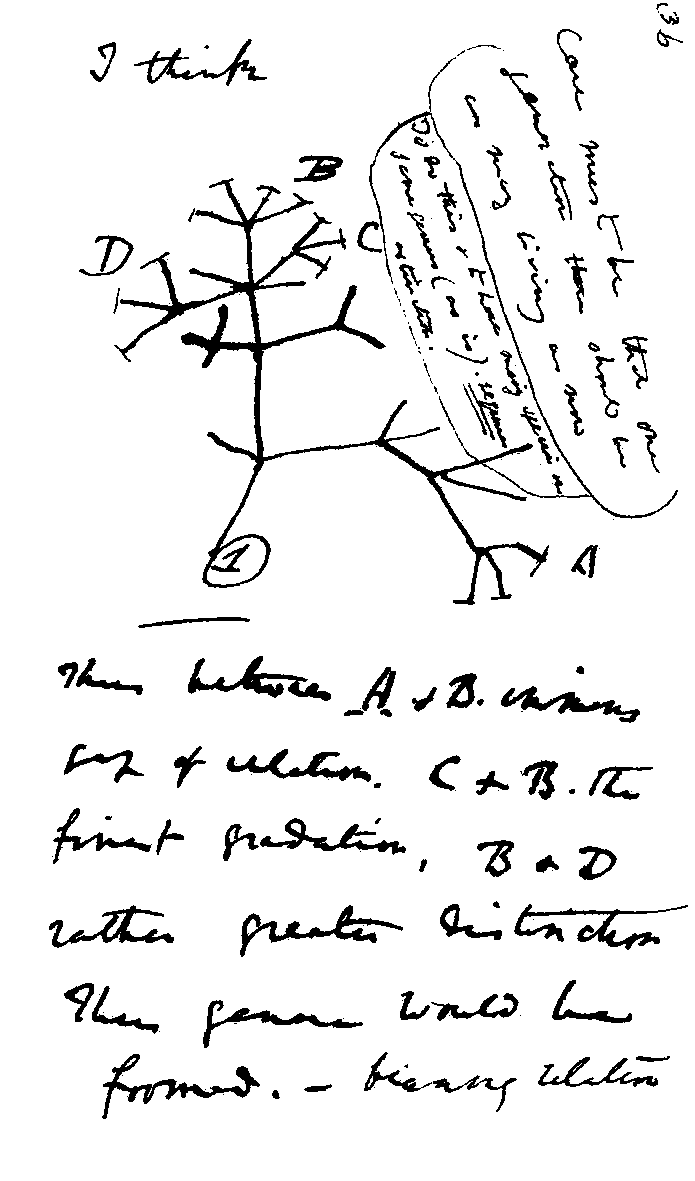
Darwins eerste schets van een evolutionaire boom uit zijn eerste notitieboek (Transmutation of Species uit 1837)

In december 1836 verhuisde Darwin naar Cambridge om het werk aan zijn verzamelingen te overzien en zijn reisverslag te herzien. Hij schreef ook zijn eerste wetenschappelijke publicatie, over de opheffing van het land in Zuid-Amerika. Dankzij Lyells enthousiaste steun kon hij deze op 4 januari 1837 voorlezen voor de Geological Society in Londen. Dezelfde dag presenteerde hij opgezette zoogdieren en vogels uit zijn verzameling aan de Zoological Society. De ornitholoog John Gould (1804–1881) ontdekte dat de vogels die Darwin had meegebracht van de Galapagoseilanden niet, zoals Darwin had gedacht, een kruising tussen vinkachtigen en lijsters waren, maar in feite twaalf afzonderlijke soorten vinken (de "darwinvinken"). Lyell hield in februari 1837 een toespraak waarin hij Owens ontdekkingen na bestudering van Darwins fossielen noemde als bewijs voor de continuïteit van soorten op een bepaald continent. Lyell zag dit als steun voor zijn eigen uniformitarianistische ideeën over een langzaam en geleidelijk ontstane natuur.
Darwin had zijn vinken niet gelabeld per eiland, maar door de notities van andere opvarenden van de Beagle te bestuderen ontdekte hij dat elke door Gould beschreven aparte soort van een ander eiland kwam. De zoöloog Thomas Bell (1792-1880) toonde aan dat de galapagosreuzenschildpad een inheemse soort op de Galapagoseilanden is. Rond maart 1837 schreef Darwin in een geheimgehouden notitieboekje voor het eerst over het idee dat de ene soort tot een andere soort kan ontwikkelen, als verklaring voor de overeenkomsten tussen levende en uitgestorven dieren in Zuid-Amerika en de verschillende soorten vinken op elk eiland in de Galapagoseilanden. Darwins geheime aantekeningen gingen vanaf juli 1837 zover, dat hij Lamarcks hypothese over transmutatie aan de kant geschoven had. Darwin vond een als een boom vertakkende evolutie van soorten logischer dan Lamarcks idee van lineaire evolutie. In zo'n boom is niet langer sprake van "hogere" en "lagere" levensvormen, zoals bij Lamarcks lineaire evolutie het geval was.
In maart 1837 verhuisde Darwin naar Londen, waar hij onderdeel werd van de sociale bovenklasse van victoriaanse geleerden en filosofen. Onder invloed van filosofen als Charles Babbage (1791–1871) was het idee dat de schepping via natuurwetten beschreven kan worden in plaats van door wonderen verklaard (mechanisme) in deze sociale elite gemeengoed geworden. Darwin ging veel om met zijn oudere broer, de vrijdenker Erasmus Darwin (1804–1881), lid van de Whig Party. Erasmus' vriendin, de filosofe en schrijfster Harriet Martineau (1802–1876) was een aanhanger van de voor die tijd revolutionaire ideeën van Thomas Malthus (1766–1834) over sociale demografie. Deze ideeën lagen ten grondslag aan de hervormingen die de Whigs in de Poor Laws doorvoerden en erop gericht waren de armen te stimuleren niet meer kinderen te krijgen dan gevoed konden worden. Een ander onderwerp waar men over discussieerde was het ontstaan van soorten. De hypothese over transmutatie van soorten van de Schotse bioloog Robert Edmond Grant (1793–1874) werd als radicaal beschouwd maar had binnen de sociale elite enkele aanhangers. De meeste van Darwins geleerde vrienden wezen de theorie af omdat deze de sociale orde zou ondermijnen.

### Darwins huwelijk en begin van zijn ziekte
De daarop volgende jaren werkte Darwin hard aan het publiceren van zijn reisverslag en het bundelen van de beschrijvingen van de collecties die hij tijdens zijn reis verzameld had. Dankzij Henslow ontving hij een subsidie van £1000 om dit werk te kunnen afmaken. Tegelijkertijd bleef hij in het geheim bezig zijn gedachten over transmutatie in schriften op te schrijven. Wanneer hij de gelegenheid kreeg ondervroeg hij bekende natuuronderzoekers of lieden met praktische ervaring in het fokken van dieren. Dit laatste was in die tijd ongebruikelijk. Hij nam ook de oorsprong van de mens op in zijn speculaties. Na een bezoek aan de dierentuin in 1838 beschreef hij bijvoorbeeld overeenkomsten in gedrag tussen een orang-oetan en kinderen.
Waarschijnlijk als gevolg van overwerk kreeg Darwin op 20 september 1837 een aanval van hartkloppingen, waarop zijn dokter hem adviseerde een tijdje rust te nemen. Hij bracht daarop een tijdje bij zijn oom en tante (van moederszijde) door in het dorpje Maer in Staffordshire. Hij kwam hier in aanraking met zijn nicht en toekomstige vrouw, de negen maanden oudere Emma Wedgwood. Ook hier kwam hij echter nauwelijks aan rust toe. Zo viel hem op hoe regenwormen een berg bladeren tot humus hadden verwerkt, en in november gaf hij een voordracht voor de Geological Society over de functie van deze dieren bij bodemvorming. De natuurvorser William Whewell (1794–1866) haalde Darwin in maart 1838 over secretaris van de Geological Society te worden.
Darwins kwalen zouden hem met tussenpozen de rest van zijn leven blijven achtervolgen. Gedurende enige tijd moest hij dan zijn werk opgeven vanwege hevige maagpijn, zweren, hartkloppingen en andere symptomen. Het gevolg hiervan was dat hij weinig wetenschappelijke debatten en bijeenkomsten bijwoonde en vooral schrijvend moest communiceren met andere geleerden. Tijdens zijn leven is nooit duidelijk geworden wat zijn ziekte veroorzaakte en was er geen behandeling voorhanden. Later zijn verschillende mogelijkheden gesuggereerd, onder andere de ziekte van Chagas, maar waar Darwin precies aan geleden heeft blijft onduidelijk.

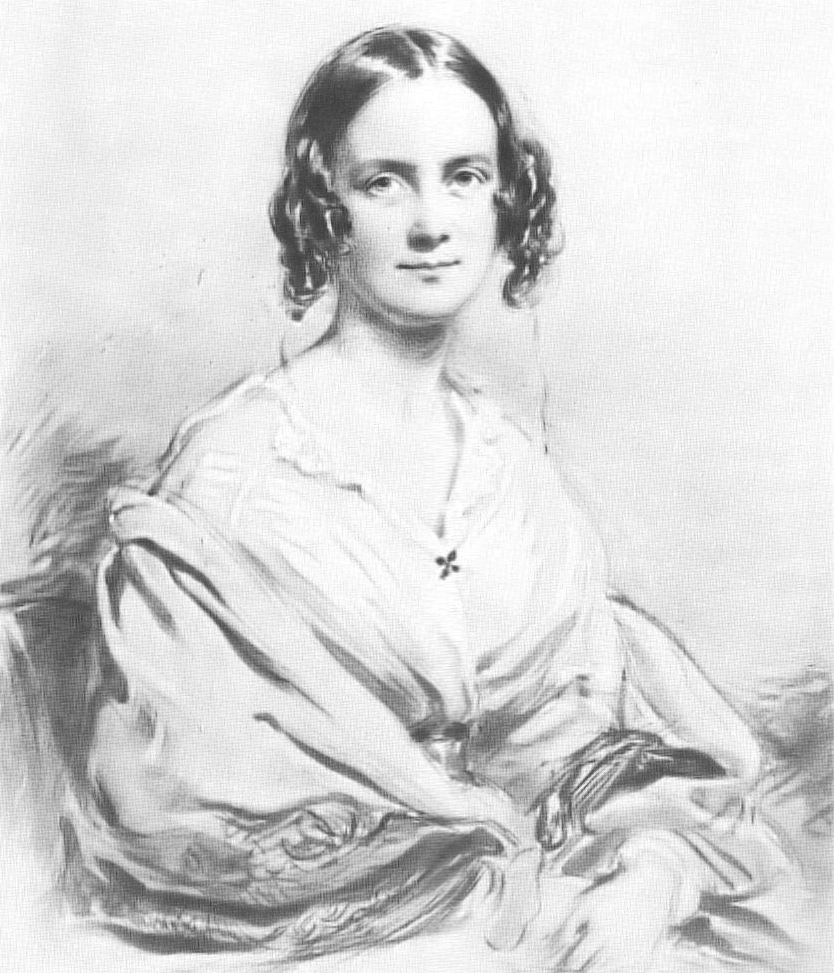
Emma Darwin-Wedgwood, Darwins vrouw

In juni 1838 was Darwin aan het einde van zijn krachten gekomen en bracht hij korte tijd door in Schotland om bij te komen terwijl hij geologisch onderzoek deed. Hij leed aan hoofdpijn, maag- en hartproblemen. Na een maand keerde hij terug naar Shrewsbury. Tussen zijn aantekeningen uit deze tijd staan losse gedachten opgetekend over de voor- en nadelen van een huwelijk. Als voordelen zag hij vriendschap en constant gezelschap en het samen oud worden. Een vrouw was volgens Darwin "sowieso beter dan een hond". Als nadelen tekende hij dingen op als "minder geld over voor boeken" en "enorme tijdverspilling". Hij besloot ten slotte na overleg met zijn vader Emma Wedgwood ten huwelijk te vragen, maar toen hij haar bezocht op 29 juli had hij alleen een lang gesprek waarin hij haar over zijn ideeën over transmutatie vertelde en aan het huwelijksaanzoek niet toekwam.
Terug aan het werk in Londen kwam Darwin in aanraking met het werk van Thomas Malthus. Malthus' ideeën over menselijke populaties hielden in dat wanneer het aantal nieuw geborenen niet beperkt blijft, de populatie ten slotte te groot wordt en er geen voedsel meer voor iedereen is. Darwin besefte dat dit ook van toepassing was op soorten in de natuur. Hij legde dit concept naast de ideeën van onder andere de Franse botanicus Augustin Pyramus de Candolle (1778–1841) over een strijd om het bestaan in de natuur. De Candolle dacht dat deze strijd om het bestaan de oorzaak is van de dood van het "overschot" aan individuen, waardoor het aantal binnen een soort ongeveer gelijk blijft. Op 28 september 1838 schreef Darwin dat het overschot aan nakomelingen in de natuur, en het daarom sterven van een deel daarvan, ertoe leidt dat de individuen met de beste eigenschappen overblijven. Omdat alleen de overlevende individuen zelf nageslacht hebben, zullen de voordelige eigenschappen in de loop der tijd vaker voorkomen, terwijl nadelige eigenschappen verdwijnen. Een soort kan daardoor zodanig veranderen dat een nieuwe soort ontstaat. Hij vergeleek dit nieuwe idee over selectie door de natuur met de manier waarop veefokkers dieren met bepaalde eigenschappen selecteren.
Op 11 november van dat jaar bezocht Darwin zijn nicht om haar ten huwelijk te vragen. Emma accepteerde zijn aanzoek en de twee praatten weer over Darwins ideeën. Emma was unitaristisch christelijk opgevoed en vanwege haar geloof zou ze Darwins ideeën nooit accepteren. Ze was bang dat ze door zijn theorie in het hiernamaals van elkaar gescheiden zouden worden. Darwin vond een huis in de Londense wijk Bloomsbury en op 29 januari 1839 vond het huwelijk plaats in Maer, met een Anglicaanse ceremonie. Vijf dagen eerder was Darwin gekozen tot Fellow of the Royal Society.

### Biologisch onderzoek en bijschaven van de evolutietheorie

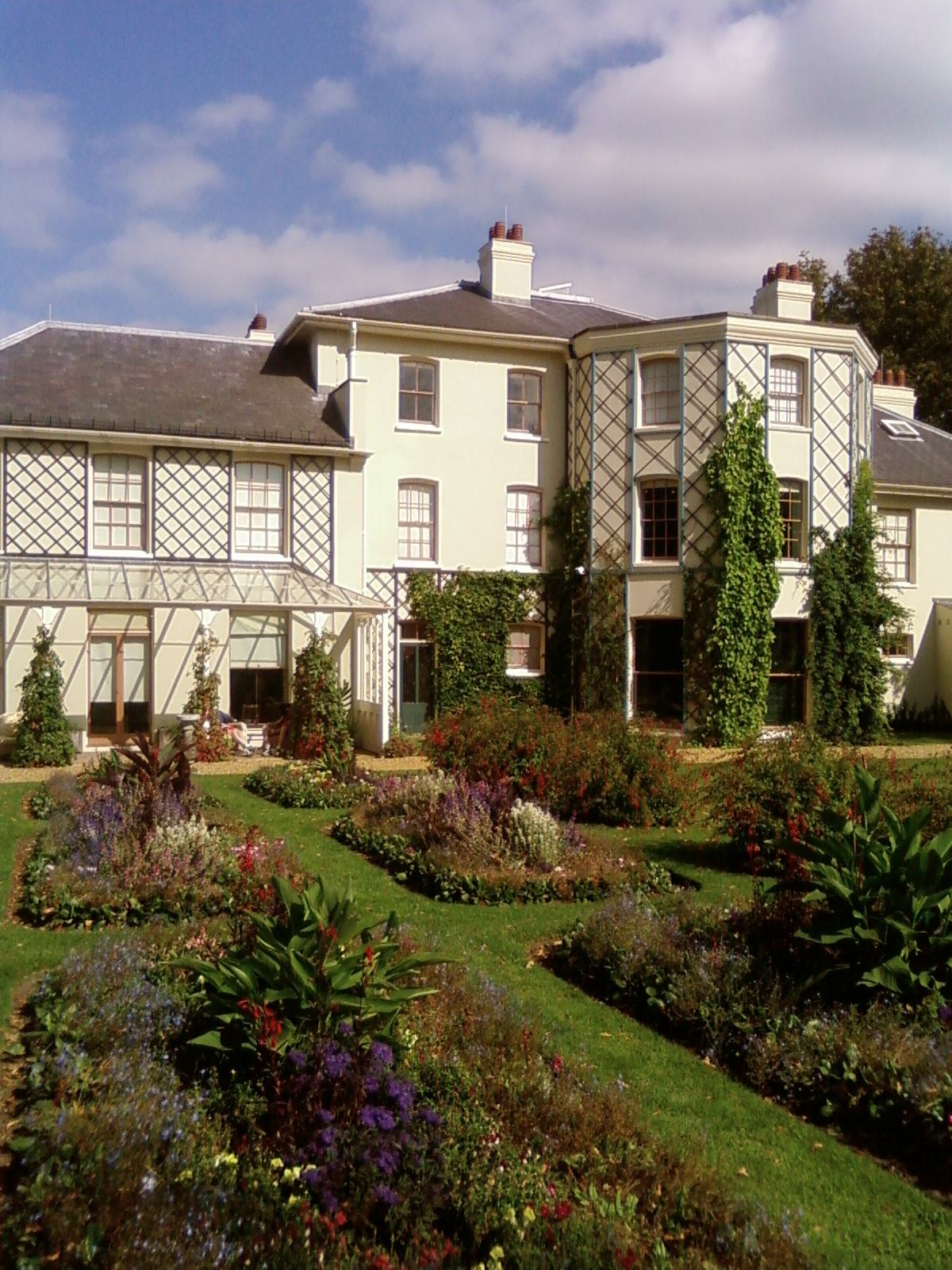
Down House in Downe, waar de familie Darwin vanaf september 1842 woonde. Tegenwoordig is in het huis een museum gevestigd, gewijd aan Darwin en zijn werk

Nu Darwin op het idee van natuurlijke selectie gekomen was, besteedde hij nog meer tijd aan zijn onderzoek naar het ontstaan van soorten, dat hij als een hobby beschouwde. Kenmerkend was daarbij zijn methode van forced objectivity: indien hij iets tegenkwam dat niet met andere bevindingen leek te kloppen, was dat vooral een reden dat juist niet te negeren.
Hij bestudeerde gegevens over veeteelt en deed experimenten met planten. Daarbij vond hij bewijs voor zijn inzicht dat soorten niet onveranderlijk zijn. Zijn belangrijkste bezigheid bleef in die tijd echter de publicatie van de wetenschappelijke resultaten van de reis met de Beagle. In 1839 verscheen het reisverslag van FitzRoy, waar Darwins verslag deel van uitmaakte. Darwins werk bleek zo populair onder het publiek, dat het later dat jaar als zelfstandig boek uitgebracht werd onder de titel The Voyage of the Beagle.
Begin 1842 schreef Darwin aan Lyell dat hij geloofde in evolutie van soorten. Lyell bleek vooral teleurgesteld dat Darwin zijn eigen idee over een spontane introductie van nieuwe soorten niet langer ondersteunde. In mei dat jaar verscheen Darwins boek over koraalriffen, waar hij meer dan drie jaar aan gewerkt had. Er waren inmiddels twee kinderen geboren: William (1839) en Anne (1841). In september verhuisde de familie Darwin om de drukte van de stad te ontvluchten naar Downe, een dorpje in Bromley, een district vlak ten zuidoosten van Londen. Hier zouden de andere acht kinderen van Charles en Emma Darwin geboren worden: Mary (1842, stierf hetzelfde jaar), Henrietta (1843), George (1845), Elizabeth (1847), Leonard (1850), Francis (1848), Horace (1851) en Charles (1856, stierf in 1858).
Begin 1844 lichtte Darwin ook de bioloog Joseph Dalton Hooker, zijn vriend, in over zijn theorie. Hooker schreef terug dat hij zowel Darwins idee van evolutie als het idee van introductie van nieuwe soorten geloofwaardig vond, en nieuwsgierig was naar het mechanisme dat Darwin voor evolutie bedacht had.
In november 1844 verscheen het boek Vestiges of the Natural History of Creation, geschreven door de journalist Robert Chambers (1802–1871) maar anoniem gepubliceerd. Het boek beschreef onder andere evolutie van soorten en wakkerde de interesse in evolutie aan. Darwin was echter kritisch over het boek, maar gebruikte het desondanks om punten in zijn eigen theorie aan te scherpen. In 1846 publiceerde Darwin zijn derde boek over geologie. In 1847 lichtte hij ten slotte Hooker in over zijn theorie. Hooker hielp Darwin door inhoudelijke kritiek te leveren, maar accepteerde Darwins afwijzing van spontane introductie van soorten niet.
In 1849 bezocht Darwin het kuuroord van James Gully in Great Malvern (Worcestershire), waar hij hydrotherapie onderging tegen zijn chronisch terugkerende ziekte. In 1851 werd zijn tienjarige dochter Anne ernstig ziek om na een lange ziekte uiteindelijk te sterven. Darwin was hierdoor zo aangeslagen dat hij niet langer in een christelijke God kon geloven. Hij hield op diensten te bezoeken en zou zich in zijn latere jaren een agnost noemen. Terwijl zijn familie op zondag ter kerke ging, gaf Darwin de voorkeur aan een wandeling.
Vanaf 1842 onderzocht Darwin de rankpootkreeften die hij van zijn reis had meegebracht. Zijn theorie hielp hem homologieën te vinden en hij ontdekte onder andere dat bij kleine verschillen tussen verschillende soorten een lichaamsdeel een heel andere functie kon hebben. Hij ontdekte dat bij sommige soorten zowel mannetjes als hermafrodieten voorkomen en zag dit als een tussenstap in de evolutie van seksen. Zijn reputatie groeide en in 1853 ontving hij voor zijn onderzoek naar rankpootkreeften de Royal Medal van de Royal Society. In 1854 wijdde hij zich weer aan het werk aan zijn theorie over evolutie. Hij realiseerde zich in november 1854 voor het eerst dat het uit elkaar groeien van twee soorten kon worden veroorzaakt door het zich aanpassen aan verschillende leefomstandigheden (niches) in de natuur.

### Publicatie van Darwins theorie en reacties

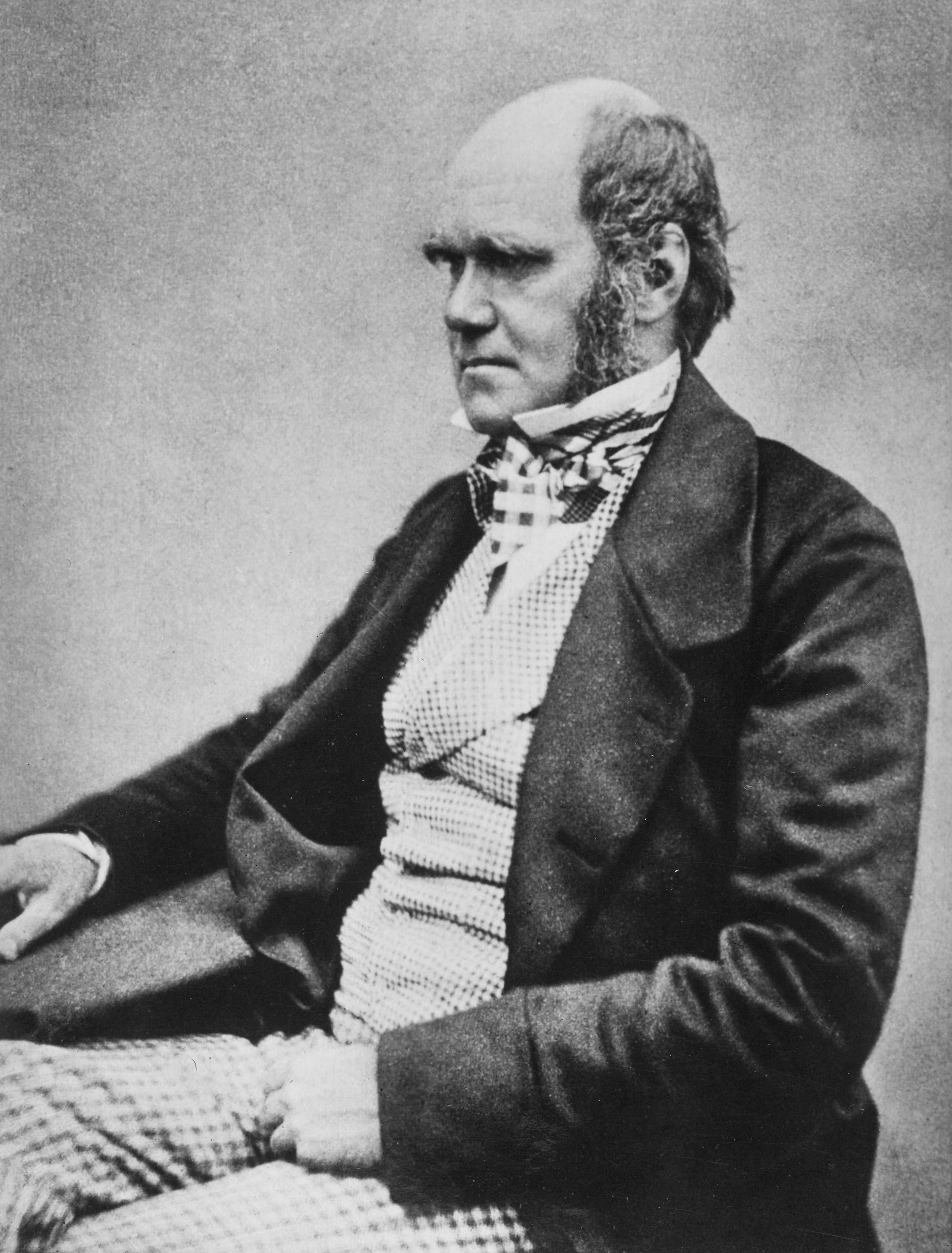
Charles Darwin in 1854, vijf jaar voor de publicatie van On the Origin of Species

Rond 1856 onderzocht Darwin of eieren en zaden lange tijd in zeewater kunnen doorbrengen, om te weten te komen of soorten in staat zijn oceanen te overbruggen. Hooker was er inmiddels van overtuigd dat soorten kunnen veranderen, maar Thomas Henry Huxley, een jonge anatoom en vriend van de twee, bleef van mening dat tot dan toe geen bewijs voor evolutie was gevonden. Aan de andere kant was Lyell gefascineerd door Darwins ideeën over de verspreiding en migratie van soorten, zonder overigens de implicatie ervan te beseffen. Toen hij werk van Alfred Russel Wallace las over nieuwe soorten zag hij direct de overeenkomsten met Darwins werk. Hij spoorde Darwin aan zijn eigen ideeën te publiceren, voordat Wallace met de eer zou gaan strijken.
Hoewel Darwin geen bedreiging zag in Wallaces werk, begon hij daarop te schrijven aan een korte verhandeling over evolutie. Hij merkte echter al snel dat zijn ideeën niet in een korte verhandeling samen te vatten waren, vooral omdat hij een minutieus schrijver was en voor elke bewering eerst grondig bewijs wilde aanvoeren. Hij besloot dat zijn werk een boek moest worden, en correspondeerde met geleerden van over de wereld om meer bewijs en waarnemingen te verzamelen. Onder zijn correspondenten bevonden zich ook Wallace (die in Borneo werkte) en de Amerikaanse botanicus Asa Gray, die ook geïnteresseerd was in de raadsels omtrent de oorsprong en verspreiding van soorten. Op 5 september 1857 stuurde Darwin Gray een gedetailleerde opzet van zijn boek. In december ontving hij een brief van Wallace, die hem vroeg of het boek ook de oorsprong van de mens zou behandelen. Darwin antwoordde dat hij dit onderwerp liever vermeed, omdat het te controversieel was en mogelijk de aandacht van de kern van het werk zou afleiden. Hij spoorde Wallace aan verder te blijven denken en merkte tegelijkertijd op dat zijn eigen ideeën verder gingen dan die van Wallace.
Darwins boek was ongeveer half klaar toen hij op 18 juni 1858 een brief van Wallace ontving, waarin deze natuurlijke selectie beschreef. Geschrokken stuurde Darwin deze door aan Lyell. Lyell en Hooker organiseerden vervolgens op 1 juli een gezamenlijke presentatie van Darwins en Wallaces theorie voor de Linnean Society. Vlak voor deze datum stierf Darwins zoontje aan roodvonk, waardoor hij niet in staat was erbij te zijn. De reactie was aanvankelijk lauw en kritiek bleef grotendeels uit. In het volgende jaar werkte Darwin hard aan een samenvatting van zijn boek. Lyell regelde ondertussen dat het werk gedrukt kon worden door John Murray.
Darwins boek On the Origin of Species verscheen op 24 november 1859 (de eerste Nederlandse vertaling van T.C. Winkler verscheen in 1860 onder de titel De oorsprong der soorten). Het boek beschrijft het principe van natuurlijke selectie en maakte een gemeenschappelijke afstamming van al het leven geloofwaardig. Het bleek zowel binnen als buiten Engeland onverwacht goed te verkopen, zodat alle 1250 exemplaren van de eerste druk direct uitverkocht waren. Hoewel zijn slechte gezondheid hem vaak belemmerde de debatten bij te wonen las Darwin met interesse alle commentaren en kritieken en correspondeerde erover met collega's over de hele wereld.
De kleine groep geleerden die al voor de presentatie voor de Linnean Society op de hoogte waren van Darwins theorie reageerden positief. Gray, Hooker, Huxley en Lyell hadden elk hun eigen kanttekeningen maar waren unaniem in hun lof. Huxley maakte gebruik van de evolutietheorie om Richard Owen aan te vallen. Huxley zag Owen als het boegbeeld van een elitaire gevestigde orde in de wetenschap bestaande uit natuurtheologen, die hij omver wilde werpen. Hoewel Owen zelf zich eerst op de vlakte hield, schreef hij uiteindelijk een vernietigende kritiek over On the Origin of Species, waarschijnlijk gedreven door Huxleys aanvallen en zijn jaloezie op de bekendheid die Darwin met zijn boek had verworven. Gray bediscussieerde met Darwin juist teleologie en publiceerde in Amerika een epistel Natural Selection is not inconsistent with Natural Theology (vertaald: natuurlijke selectie sluit natuurlijke theologie niet uit). Darwin importeerde en verspreidde dit in Engeland. Darwins oude leraar Grant, wiens eigen evolutionistische ideeën door de gevestigde orde altijd waren afgedaan als nonsens, was enthousiast. De natuurtheologen Sedgwick en Henslow, Darwins vroegere leraren in Cambridge, verwierpen de evolutietheorie echter. Ook de beroemde wiskundige en astronoom John Herschel, die Darwin persoonlijk had ontmoet en van wie hij verwachtte dat hij zijn theorie zou accepteren, liet zich denigrerend uit over de oorsprong der soorten. Uit een brief van 10 dec 1859 aan Lyell bleek dat Herschel de theorie de wet van de warboel (the law of higgledy-piggledy) zou hebben genoemd.

Toen het Darwinisme door veel geleerden aanvaard werd in de jaren 1870, symboliseerden karikaturen van Darwin met het lichaam van een aap de evolutietheorie

Uit de Kerk van Engeland kwamen gemengde reacties. Hoewel het grootste deel van de Engelse clerus Darwins theorie verwierp, zagen liberale theologen als Charles Kingsley en Baden Powell evolutie juist als een nieuwe theorie over de manier waarop de Schepper te werk gaat. Zeven liberale theologen hebben in 1860 hun steun aan Darwins theorie geuit in de bundel Essays en Reviews. Hoewel de opschudding die dit veroorzaakte de aandacht van Darwin zelf afleidde zouden twee theologen hun posities verliezen op beschuldiging van ketterij.
Op 2 juni 1860 vond een fel debat plaats tijdens een publieke bijeenkomst van de British Association for the Advancement of Science. Een van de sprekers was Samuel Wilberforce, de bisschop van Oxford, die eerder in een berucht geworden toespraak de Vestiges of the Natural History of Creation had neergezet als ketterij. Van tevoren had hij met Owen overlegd hoe hij Darwins theorie aan kon vallen. De aanwezige Hooker en Huxley wisten de evolutietheorie echter overtuigend te verdedigen. Toen Wilberforce Huxley spottend vroeg of hij van grootvaders- of grootmoederszijde van een aap afstamde, antwoordde Huxley dat hij liever van een aap afstamde dan van een intelligente mens die de gaven van cultuur en welbespraaktheid misbruikt om vooroordelen en leugens te verspreiden. Ook aanwezig was FitzRoy, de vroegere kapitein van de Beagle, die met een grote Bijbel boven het hoofd gehouden het publiek toeschreeuwde in God te geloven, niet in mensenwerk.
Huxley vestigde met dit debat zijn reputatie als "Darwins bull-dog". In tegenstelling tot Lyell en Gray, die probeerden de evolutietheorie te verzoenen met het christelijke geloof, wilde Huxley de wetenschap ontdoen van religieuze dogma's. Hij voerde in kranten felle discussies met Owen, die hem verweet te geloven in het afstammen van mensen van apen. Owen daagde Huxley uit door te stellen dat de mens bepaalde anatomische verschillen met apen had. In publieke ontledingen van hersenen van apen en mensen toonde Huxley aan dat Owen ongelijk had, waarmee Owens reputatie een forse deuk opliep.
Darwin publiceerde zijn theorie pas na een jarenlange toepassing van het hypothetisch-deductieve model (hypothetico-deductive model), een strikte vorm van de wetenschappelijke methode.

### Latere werk en leven

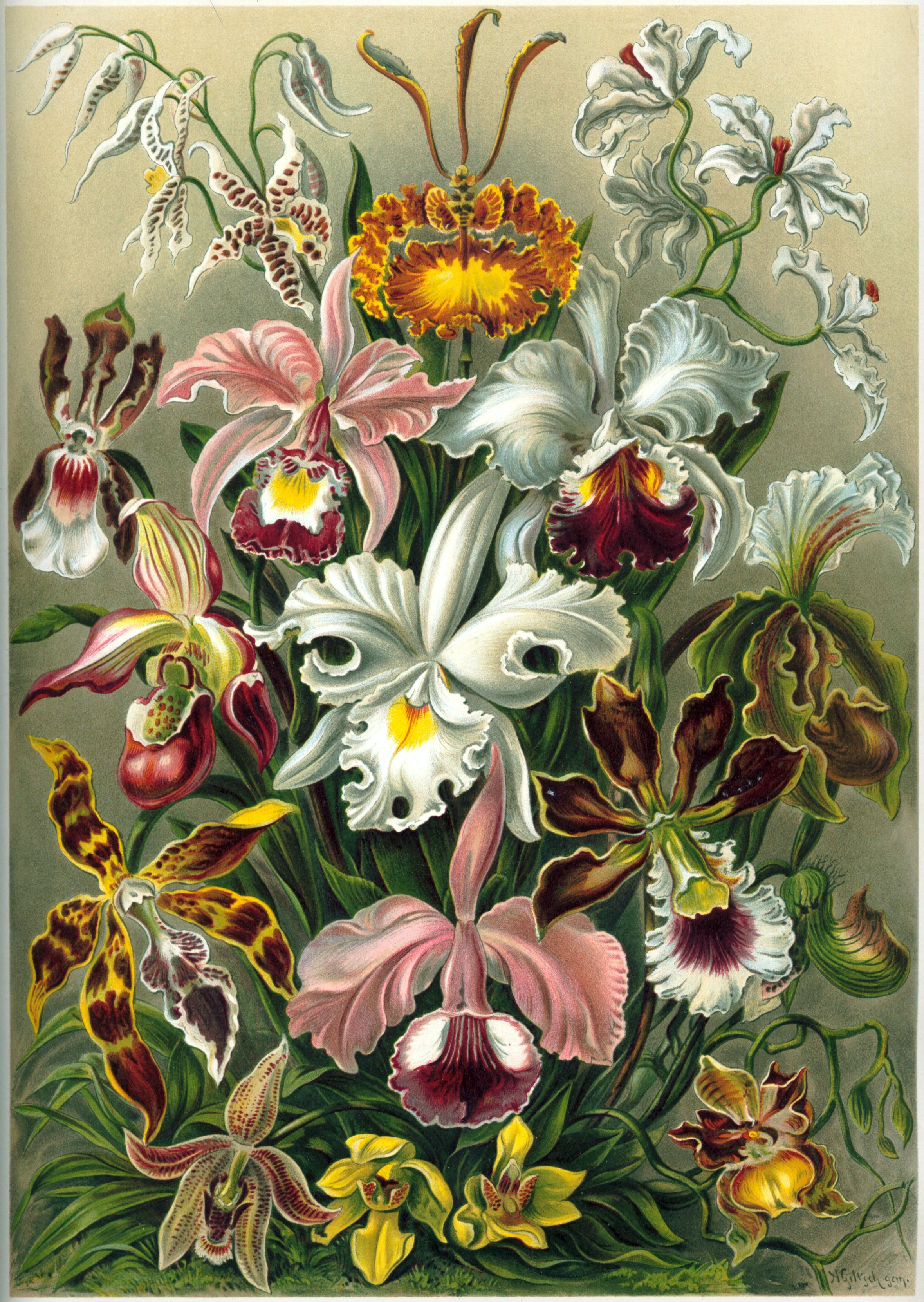
Lithografie uit het boek Kunstformen der Natur van Ernst Haeckel (1904), die de variatie in soorten orchideeën benadrukt

Darwins boek zorgde binnen tien jaar voor een omslag binnen de wetenschappelijke gemeenschap. Het bestaan van evolutie van soorten werd al snel algemeen aanvaard, hoewel weinigen zo ver gingen als Darwin. Ook andere geleerden schreven nu over evolutie, zoals Lyell met het boek Geological Evidences of the Antiquity of Man, Huxley met Evidence as to Man's Place in Nature en de bioloog Henry Walter Bates met The Naturalist on the River Amazons (al deze boeken verschenen in 1863). Door lobbyen van zijn groeiende groep aanhangers ontving Darwin in november 1864 de Copley Medal, de hoogste onderscheiding van de Royal Society.
Ondanks zijn steeds vaker voorkomende periodes van ziekte, bleef Darwin ook na de publicatie van zijn evolutietheorie doorwerken. On the Origin of Species was in feite slechts een samenvatting van zijn theorie, waarin sommige controversiële onderdelen niet compleet behandeld werden. Voorbeelden daarvan waren de afstamming van de mensheid en de redenen voor het ontstaan van beschaving en menselijke intelligentie. Toen zijn dochter Henrietta in 1861 ernstig ziek werd onderbrak Darwin zijn experimenten met dieren en planten om een paar maanden met zijn familie in Torquay aan de Zuid-Engelse kust door te brengen. Hier viel zijn aandacht op de talloze soorten orchideeën die er groeiden. De grote verschillen in vormen en kleuren van bloemen vormden een van de punten die Darwin moeilijk met zijn theorie in overeenstemming kon brengen en hij besloot hier nu aandacht aan te geven. Hij onderzocht hoe de vormen en kleuren van de bloemen bestuiving door insecten beïnvloeden en het effect van heterosis. Net als eerder bij rivierkreeften, bleken homologe onderdelen ook bij verschillende soorten orchideeën verschillende functies te kunnen hebben.
Terug thuis in Downe bracht Darwin steeds langere perioden ziek door op bed, in een kamer gevuld met klimplanten waarmee hij experimenteerde. Vaak was hij zelfs te ziek om te kunnen schrijven en dicteerde hij zijn vrouw Emma. Soms bezochten andere geleerden Darwin, zoals de Duitse bioloog Ernst Haeckel, die Darwins theorie in Duitsland verspreid had. Darwins boek over het fokken en kweken van dieren en planten, Variation of Plants and Animals under Domestication (gepubliceerd in 1868), zou uitgroeien tot een dik werk in twee delen, zodat hij gedwongen was de evolutie van de mens en seksuele selectie er buiten te laten.
Op een belangrijk punt week Darwin af van Wallace in wat bekend staat als het probleem van Wallace. Wallace stelde dat de evolutie van de mens afwijkt van de evolutie zoals die opgaat voor andere dieren, omdat de hersenen van de vroege mens zich veel verder ontwikkeld hadden dan nodig was in hun aanvankelijke omgeving. Wallace zag de schijnbare discrepantie als een mogelijkheid dat hierbij sprake was van het ingrijpen van een hogere intelligentie, iets waar Darwin geen enkele noodzaak toe zag. Het was voor Darwin onder meer aanleiding om in De afstamming van de mens uit 1871 uit te weiden over de rol van seksuele selectie in de evolutie naast die van natuurlijke selectie.
In De afstamming van de mens behandelde Darwin dan ook zowel seksuele selectie als de evolutie van de mens. Lyell had beschreven dat, in tegenstelling tot wat eerder gedacht werd, de mensheid al enkele miljoenen jaren oud is; en Huxley had aangetoond dat mensen anatomisch gezien een soort aap zijn. Darwin beschreef de verschillen van lichamelijke en geestelijke eigenschappen tussen mensen en verschillende dieren en vatte de verschillende bewijzen voor de theorie dat de mens een diersoort is samen. Seksuele selectie stelde hem in staat eigenschappen te verklaren die zonder nut leken, zoals de gekleurde veren van een pauw, maar ook het ontstaan van menselijke cultuur en beschaving, het onderscheid tussen seksen en het ontstaan van rassen, hoewel hij benadrukte dat alle menselijke rassen tot dezelfde soort behoren.
In 1872 publiceerde Darwin nog een boek, The Expression of the Emotions in Man and Animals, dat hier verder op inging. Hij bediscussieerde hierin de evolutie van de menselijke psyche en vergeleek deze met het gedrag van dieren. Het was een van de eerste boeken waarin foto's gebruikt werden ter illustratie van de besproken ideeën. Beide boeken bleken populair en ze riepen minder weerstand op dan Darwin gedacht had.
Ook in de laatste tien jaar van zijn leven bleef Darwin boeken schrijven, onder andere over het voortbewegen van klimplanten, vleesetende planten, soorten planten die meer dan een soort bloem krijgen en ten slotte opnieuw over de invloed van regenwormen op bodemvorming.
Darwin stierf in zijn huis te Downe op 19 april 1882, 73 jaar oud. Hij had aangegeven op het kerkhof in Downe te willen worden begraven, maar in plaats daarvan kreeg hij een staatsbegrafenis in Westminster Abbey. Zijn graf bevindt zich naast graven van andere bekende Britse wetenschappers als John Herschel en Isaac Newton.

## Werk en ontdekkingen

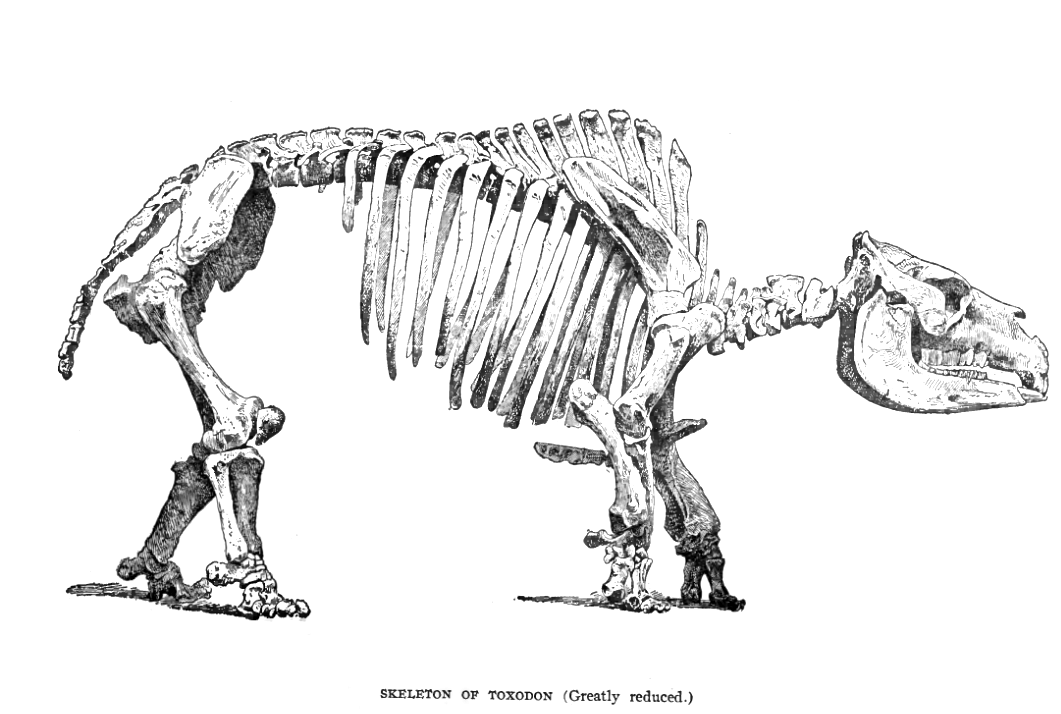
Reconstructie van Toxodon, een reusachtig uitgestorven zoogdier waar Darwin fossielen van vond in Zuid-Amerika. De fossiele soorten op dat continent bleken anatomisch nauw verwant aan er tegenwoordig voorkomende soorten

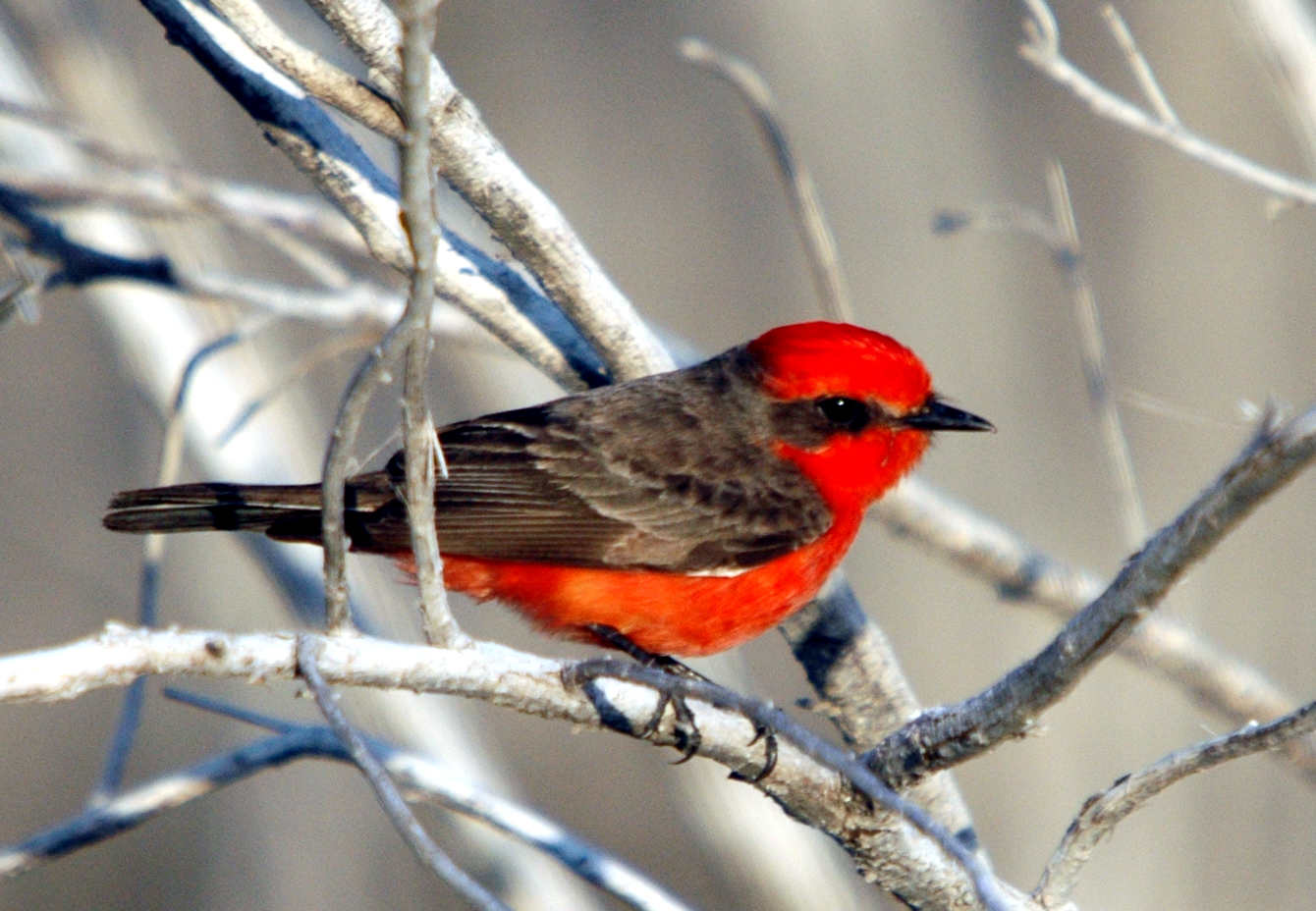
De rode tiran (Pyrocephalus rubinus) was een van de soorten vogels die door Darwin werden meegebracht van zijn reis en door de ornitholoog John Gould (1804–1881) beschreven

Darwin was een hartstochtelijk natuuronderzoeker en verzamelaar van planten, dieren, fossielen en gesteenten. Met name de door hem meegebrachte dieren, planten en fossielen uit Zuid-Amerika, Oceanië en Australië zouden de kennis over de natuur in deze werelddelen een grote stap vooruit brengen.

### Verspreiding van soorten
Darwin bestudeerde, onder andere op de Galapagoseilanden, het voorkomen van soorten schildpadden en vogels. Hij bedacht dat geografische barrières, zoals de zee tussen de verschillende eilanden, een belangrijke reden vormen waarom soorten zich apart ontwikkelen. Op elk eiland vond de evolutie op iets andere wijze plaats.
In Zuid-Amerika vond Darwin fossielen van reusachtige uitgestorven zoogdieren. Naderhand bleken deze anatomisch nauwer verwant met levende Zuid-Amerikaanse soorten dan met levende soorten op andere continenten. Hieruit leidde Darwin af dat de levende Zuid-Amerikaanse soorten zich waarschijnlijk uit de fossiele soorten hadden ontwikkeld.

### Natuurlijke selectie
Darwin wist door nauwkeurige waarnemingen en een voor zijn tijd ongewoon grondig empirische manier van redeneren zijn theorie uitvoerig te onderbouwen. Het idee van evolutie was niet nieuw. Dat bepaalde soorten in de loop van de geschiedenis van de Aarde waren verschenen en weer verdwenen was al voor Darwin bekend door onderzoek van fossielen. Hoe nieuwe soorten precies verschenen was echter onduidelijk. Onder andere de Franse biologen Jean-Baptiste Lamarck (1744–1829) en Geoffroy Saint-Hilaire (1772–1844) en Darwins eigen grootvader Erasmus Darwin (1731–1802) legden hypotheses voor over hoe soorten uit andere soorten konden ontstaan. Geen van deze hypotheses werd echter algemeen aanvaard. Dankzij Darwins grondige onderbouwing van natuurlijke selectie raakte evolutie algemeen aanvaard, een paradigmaverschuiving in de biologie.
Darwins theorie is gebaseerd op vier ogenschijnlijk simpele waarnemingen.
1. Ten eerste zag Darwin in dat bij alle soorten meer nakomelingen geboren worden dan er ouders zijn. Dat zou betekenen dat natuurlijke populaties onbegrensd door zouden groeien (theorie van Thomas Malthus).
2. Darwin zag echter ook, dat in de natuur met het verstrijken van de tijd populaties ongeveer gelijk bleven in grootte. Hij verklaarde dit door te veronderstellen dat er in de natuur een strijd om het bestaan is, waarbij een deel van elke generatie zal sterven.
3. De derde waarneming is dat er binnen soorten variatie bestaat; niet alle individuen hebben dezelfde eigenschappen.
4. De laatste waarneming die hij deed, is dat in alle natuurlijk voorkomende soorten bepaalde eigenschappen worden doorgegeven aan nakomelingen. Een voorbeeld van een dergelijke erfelijke eigenschap bij de mens is bijvoorbeeld oogkleur.

De strijd om het bestaan in de natuur leidt volgens Darwin tot natuurlijke selectie. Dit betekent dat individuen met in hun leefomgeving nadelige eigenschappen eerder sterven, terwijl de beter aangepaste individuen blijven leven en meer nakomelingen kunnen krijgen. Darwin redeneerde dat als dit proces lang genoeg doorgaat, een bepaalde eigenschap steeds vaker aanwezig kan zijn binnen een soort. De soort ontwikkelt zich dan in de loop der tijd.

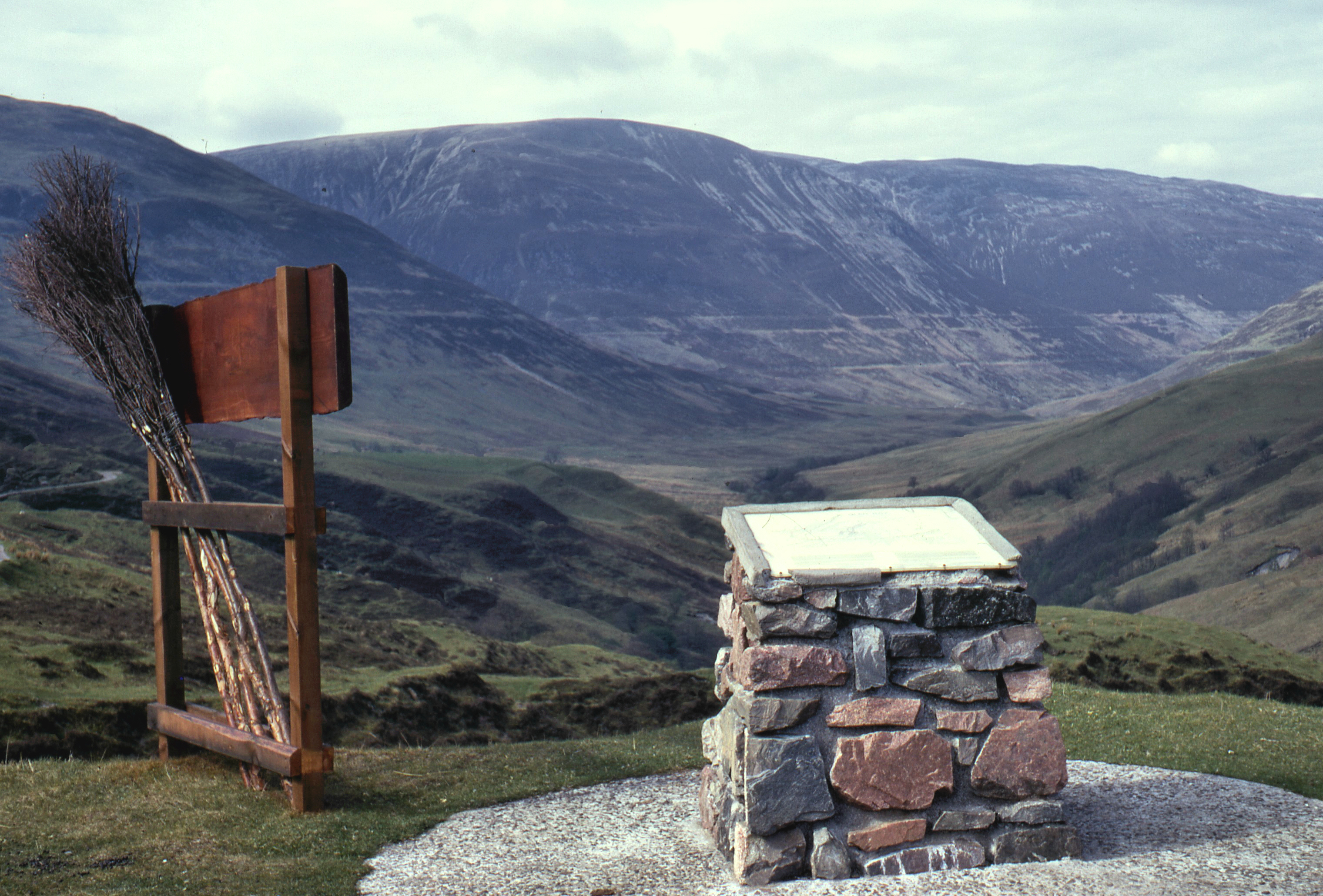
De Parallel Roads van Glen Roy, te zien als horizontale strepen op de berghelling

### Geologie
Darwin was behalve in de biologie ook in de geologie opgeleid. In de eerste helft van zijn leven, toen zijn gezondheid hem dit nog toestond, ondernam hij regelmatig geologische expedities. Zijn bijdrage ligt vooral in de geomorfologie. Hij ontdekte in Zuid-Amerika dat het aardoppervlak omhoog kan bewegen tijdens aardbevingen, en vond kilometers landinwaarts sporen van oude kusten. In Glen Roy (Schotland) onderzocht hij de zogenaamde Parallel Roads en ontdekte dat ook dit oude kustlijnen waren. Later is gebleken dat dit niet, zoals Darwin dacht, sporen van de zee zijn maar de kust van een ijsstuwmeer uit de laatste ijstijd. De vooraanstaande geoloog Charles Lyell zag Darwins waarnemingen als belangrijk bewijs voor het uniformitarianisme, de theorie dat de aardse geschiedenis verklaard kan worden met dezelfde geologische processen als die we in het heden waarnemen.
Onder invloed van Louis Agassiz en William Buckland kwam rond 1840 de ijstijdtheorie op. Aanhangers van deze theorie verklaarden landvormen door de werking van gletsjers in het verleden. Dankzij zijn waarnemingen van gletsjers op Vuurland was Darwin bekend met de rol van gletsjers bij zowel het transport van sediment als de vorming van het landschap. Hij testte in 1842 Agassiz' theorie in het noorden van Wales en ontdekte dat het landschap daar ook gevormd is door gletsjers.
Darwin ontdekte ook een sequentieel verband tussen de fasen van activiteit van een (boven de zeespiegel uitstijgende) vulkaan en de geleidelijke formatie van koraalafzettingen op het ingedaalde vulkanisch gesteente. De ringvormige lagune die hieruit ontstaat wordt wel een atol genoemd.

## Nalatenschap en erkenning

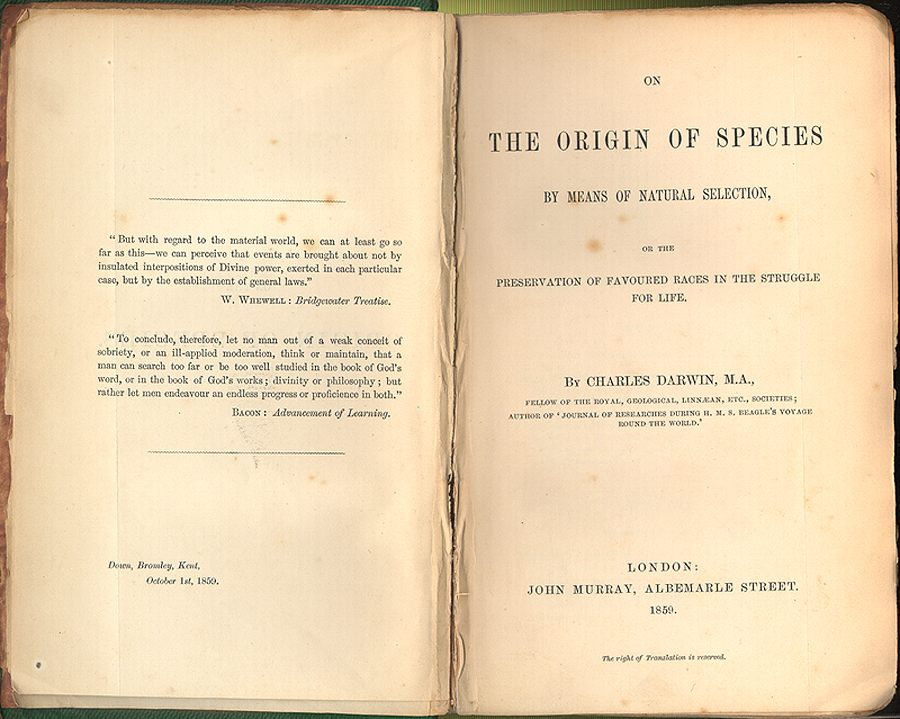
Titelpagina van de eerste druk van On the Origin of Species (1859)

### Publicaties
Het duurde meer dan twintig jaar na zijn reis met de Beagle vooraleer Darwin zich voldoende zeker voelde om zijn theorie over evolutie van soorten te publiceren. Alhoewel hij in 1844 al een schets van het werk en de theorie had gemaakt en er met collega's over had gediscussieerd, verscheen de eerste versie van On the origin of species by means of natural selection (met als ondertitel: or the preservation of favoured races in the struggle for life) pas in 1859. Dat hij ze ten slotte toch publiceerde, was het gevolg van het feit dat zijn collega Alfred Russel Wallace inmiddels tot dezelfde bevindingen was gekomen. In de dertien daaropvolgende jaren verschenen liefst vijf nieuwe edities waarin telkens belangrijke correcties voorkwamen. De zesde editie van 1872 is de definitieve.
Een onder historici gehanteerde, maar niet onbetwiste, verklaring voor de periode tussen de eerste formulering van zijn theorie en publicatie is Darwins ongerustheid over de religieuze implicatie van zijn werk. Een andere verklaring is Darwins zeer rustige tempo van werken en publiceren. Hij nam veel tijd voor zijn werk en ook niet-controversieel materiaal werd pas na vele jaren voorbereiding gedrukt. Darwins slechte gezondheid kan ook als verklaring voor het lage tempo en de late publicaties dienen.
Darwins grootste werken zijn het voor het eerst in het Nederlands vertaald door Tiberius Cornelis Winkler en Hermanus Hartogh Heijs. De arts en paleontoloog Winkler vertaalde The Origin of Species in 1860. De bioloog, geoloog en vrijdenker Hartogh Heijs schreef de Nederlandse vertaling van The Descent of Man nog voordat deze in Engeland werd gepubliceerd. Darwin stuurde Hartogh Heijs het werk in delen op, zodat hij tevens de gelegenheid had om deze van kritische kanttekeningen te voorzien.

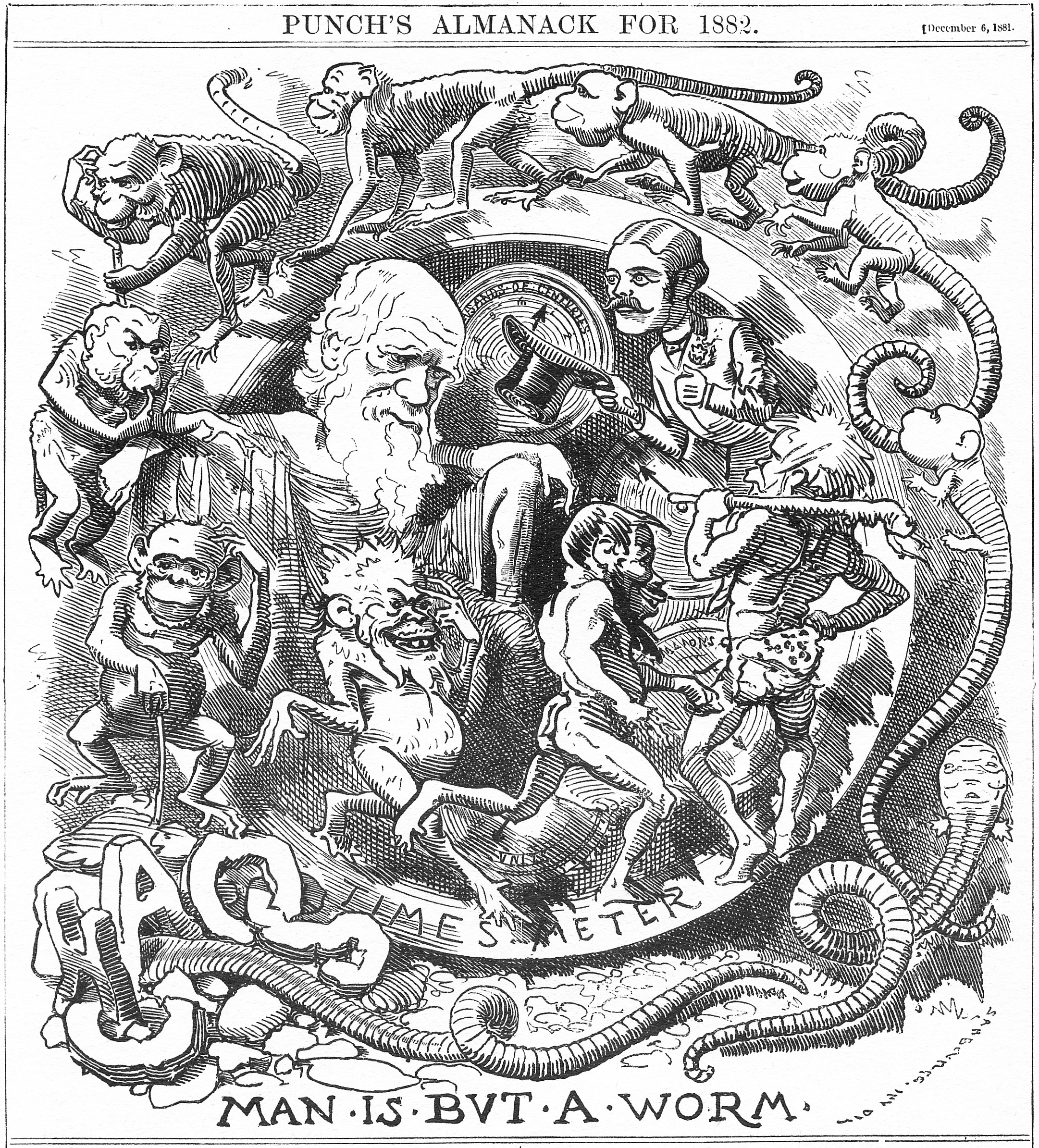
Cartoon getiteld "man is but a worm" (de mens is maar een worm), die de evolutie van worm tot Engelse gentleman verbeeldt, met Darwin in het midden, uit de almanak van het tijdschrift Punch in 1882, vlak voor Darwins dood

### Maatschappelijke invloed
Darwins werk had niet alleen grote invloed op de wetenschap, maar ook op de maatschappij. Deze invloed gold met name op het gebied van religie en filosofie.
De evolutietheorie was een grote aanslag op de zekerheden die het christendom de Europese bevolking tot op dat moment had gegeven. Darwin zelf verloor zijn geloof in het christendom niet op grond van zijn wetenschappelijke ontdekkingen, maar vanwege de wreedheid van de natuur, die hij niet in overeenstemming zag met een oneindig goede en volmaakte schepper. Hij noemde ooit de sluipwesp als voorbeeld, die zijn eitjes in levende rupsen legt. De larven eten vervolgens de rups van binnenuit op, waardoor deze een langzame en gruwelijke dood sterft.
Voor de publicatie van de evolutietheorie heerste onder de intellectuele bovenklassen in de Westerse wereld de gedachte dat de natuur ordelijk kon worden ingedeeld. Darwins theorie liet echter zien dat de natuur bestaat uit willekeur en er geen onderscheid bestaat tussen hogere en lagere levensvormen. Het werk van Darwin en Huxley liet ook zien dat de mens geen speciale hogere orde vormt, maar onderdeel is van de natuur.
De filosoof Herbert Spencer, bedenker van het begrip survival of the fittest, paste het concept van evolutie toe op de menselijke maatschappij (zogenaamd sociaal darwinisme), hoewel hij hierbij niet aan natuurlijke selectie dacht, maar eerder zoals Lamarck aan tijdens het leven verkregen eigenschappen. Hierin was hij het oneens met Darwin, die de ontwikkeling van menselijke intelligentie en emotie verklaarde met natuurlijke selectie.
Darwins halve neef, de statisticus Francis Galton, schreef in 1865 dat uit statistische analyse van erfelijkheid bleek dat menselijke intelligentie, moreel en gevoelens erfelijk kunnen zijn. Hij vestigde daarmee de eugenetica, de leer die stelt dat technieken toegepast in het fokken van dieren ook op mensen kunnen worden toegepast. Galton geloofde dat door intelligente personen te selecteren de mens als soort verbeterd kan worden. Hij was ook de grondlegger van de biometrie. Tijdens het begin van de 20e eeuw was eugenetica populair en leidde het tot gedwongen sterilisatieprogramma's in onder andere België, Brazilië, Canada, Zweden en de Verenigde Staten. De daaropvolgende omarming van het idee door de Duitse nazi's en de gevolgen daarvan tijdens de Tweede Wereldoorlog hebben de eugenetica echter in diskrediet gebracht. Darwin zelf dacht dat de ideeën van Galton onrealistisch en praktisch onuitvoerbaar waren.
De religieuze kant van het maatschappelijk debat werd aangezwengeld door Thomas Huxley, die van mening was dat het christendom een mengsel was tussen zowel goede als slechte elementen uit het jodendom en voor-christelijke Europese religies, in de praktijk gebracht naar voorkeur van zijn beoefenaars. Ernst Haeckel stelde dat er niets bovennatuurlijks bestaat en dat het eerste leven gevormd is uit protoplasma. De evolutietheorie werd maatschappelijk eerst aanvaard door de Britse bovenklasse, maar werd al snel ook door lagere klassen in de maatschappij opgenomen. Huxley zorgde ook voor de verspreiding van de evolutietheorie door lezingen te geven onder arbeiders. Op dezelfde manier werd de theorie in de Verenigde Staten verspreid door Asa Gray, in Duitsland door Ernst Haeckel, in België door Henry de Dorlodot en in Nederland door Pieter Harting. In bijvoorbeeld Zuid-Europese landen, waar de kerk grotere invloed had en geen bekende geleerden direct overtuigd waren van Darwins ideeën, zou de theorie veel geleidelijker gemeengoed raken. Evolutie wordt overigens door de katholieke kerk niet uitgesloten, zoals blijkt uit een encycliek van paus Pius XII uit 1950. Tegenwoordig komt grote weerstand tegen evolutie op religieuze gronden met name uit (fundamentalistisch) protestantse hoek, met name uit de Verenigde Staten.

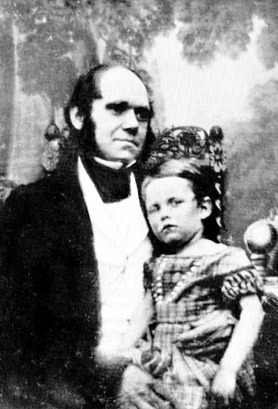
Charles Darwin met zijn oudste zoon William in 1842

### Darwins nakomelingen
Charles en Emma Darwin hadden tien kinderen, van wie er twee (Mary Eleanor in 1842 en Charles Waring in 1858) als baby stierven. Verschillende van de kinderen leden aan ernstige ziektes en zwaktes, en Darwin vermoedde dat de nauwe familierelatie, neef en nicht, tussen de twee echtgenoten de oorzaak kon zijn.
William Erasmus (1839–1914), de oudste zoon, werd bankier. Hij trouwde wel maar kreeg geen kinderen. Ann Elizabeth (1841–1851) stierf op tienjarige leeftijd, wat een zware slag was voor haar ouders. Vanwege haar dood hield Darwin op in een christelijke God te geloven en werd agnost. Henrietta Emma "Etty" (1843–1929) hielp haar vader bij zijn werk en publiceerde haar moeders aantekeningen na haar dood in 1896. Ze trouwde in augustus 1871 met Richard Buckley Litchfield. Het paar bleef kinderloos. De vierde dochter, Elizabeth "Bessy" Darwin (1847–1926), trouwde nooit en had geen nakomelingen.
Vier van Darwins zoons zouden zelf bekendheden worden. George Howard (1845–1912) was een wis- en sterrenkundige en oceanograaf, Francis (1848–1925) was een botanicus, Leonard (1850–1943) was een geneticus en politicus en Horace (1851–1928) was een werktuigbouwkundig ingenieur. George, Francis en Horace waren Fellow of the Royal Society. Ze trouwden en hadden kinderen. Leonard trouwde twee keer, maar had geen nakomelingen.
Darwin was de grootvader van onder anderen de natuurkundige Charles Galton Darwin (1887–1962), kunstenares en schrijfster Gwen Raverat (1885–1957), golfer Bernard Darwin (1876–1961) en dichteres Frances Cornford (1886–1960). Hij was de betovergrootvader van biologe Sarah Darwin.

### Erkenning en vernoemingen
In 1868, kort na het publiceren van zijn revolutionaire theorie, werd Darwin opgenomen in de exclusieve Orde "Pour le Mérite". Hij was lid van de Royal Society. Vanwege zijn grote verdiensten voor de maatschappij is hij begraven in Westminster Abbey, dicht bij twee andere groten, John Herschel en Isaac Newton. In 1864 ontving hij de Copley Medal.

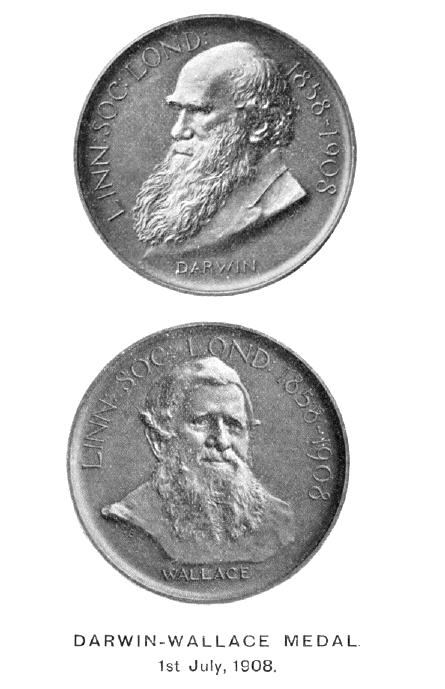
De Darwin-Wallace Medal wordt elke 50 jaar uitgereikt door de Linnean Society

Vanwege Darwins grote verdiensten voor de wetenschap, riep de Royal Society of London een wetenschapsprijs in het leven die zijn naam draagt. In 1890 werd de eerste Darwin Medal uitgereikt aan Alfred Russel Wallace. De eerbetoning bestaat anno 2008 nog altijd. De Linnean Society of London heeft in 1908 de Darwin-Wallace Medal ingesteld, waarvan Wallace ook een van de eerste ontvangers was.
Al tijdens Darwins leven werden veel biologische en geografische namen naar hem genoemd. Tijdens de reis van de Beagle noemde kapitein Robert FitzRoy een arm van het Beaglekanaal bij Vuurland Darwin Sound vanwege Darwins ingrijpen toen het instorten van een gletsjer een grote golf veroorzaakte, die het schip anders had doen stranden. Ter gelegenheid van Darwins 25e verjaardag in 1834 werd de hoogste bergtop (2488 m) op Vuurland Monte Darwin genoemd. Toen de Beagle in 1839 de kust van Australië volgde ontdekte Darwins vriend John Lort Stokes een natuurlijke haven, die hij Port Darwin noemde. Hier werd in 1869 een nederzetting gesticht, die later uit zou groeien tot de stad Darwin. In de stad is een Charles Darwin University gevestigd en in de omgeving een Charles Darwin National Park.
In Engeland heeft de universiteit van Cambridge sinds 1964 een Darwin College, genoemd naar de familie Darwin. Sinds 2000 staat Charles Darwin afgebeeld op biljetten van 10 pond.
Onder de biologische soorten die naar Darwin zijn genoemd zijn ook de darwinvinken, hoewel dit eigenlijk geen vinken zijn, maar soorten verwant aan Zuid-Amerikaanse gorzen en tangaren. Andere soorten die naar Darwin zijn genoemd zijn het schubreptiel Diplolaemus darwinii, de vis Semicossyphus darwini, de bladoormuis Phyllotis darwini en het fossiele primatengeslacht Darwinius.
in Nederland is het natuurhistorisch museum Naturalis in Leiden te vinden aan de Darwinweg.

### Darwinjaar
Ter ere van de 150e verjaardag van de publicatie van On the Origin of Species en Darwins 200e geboortedag werd het jaar 2009 door de IUBS uitgeroepen tot Darwinjaar.
Op 13 september 2009 vertrok de moderne driemastklipper Stad Amsterdam vanuit Southampton voor een eenjarige wereldreis in de sporen van Charles Darwin. In het kader van de viering van Darwins tweehonderdste geboortejaar deed het schip de reis over die hij van 1831 tot 1836 met de Beagle maakte. De VPRO zond deze reis wekelijks uit op NPO 2 en Canvas onder de titel Beagle: In het kielzog van Darwin.
Ter gelegenheid van het Darwinjaar werden allerlei films en boeken uitgebracht, zowel voor als tegen de evolutietheorie, onder meer het boek Het grootste spektakel ter wereld en de film The Genius of Charles Darwin, allebei van Richard Dawkins, en de film The Voyage that Shook the World van Creation Ministries International.

### Film
De film Creation uit 2009, met Paul Bettany in de hoofdrol, gaat over een deel van het leven van Darwin.